# Unificarea Italiei
Unificarea Italiei, conform termenului originar din italiană, Risorgimento, a fost procesul social, politic și administrativ care a avut ca rezultat final unificarea statelor din peninsula italiană într-o singură națiune, Italia.
Este relativ dificil de a preciza limitele exacte în timp ale acestui proces, dar majoritatea istoricilor sunt de acord că extensia maximă temporală a epocii Risorgimento se situează între Congresul de la Viena din 1815 și războiul franco-prusac din 1871, deși finalizarea efectivă a procesului de unificare s-a produs după victoria Italiei din Primul război mondial. 

## Fundal

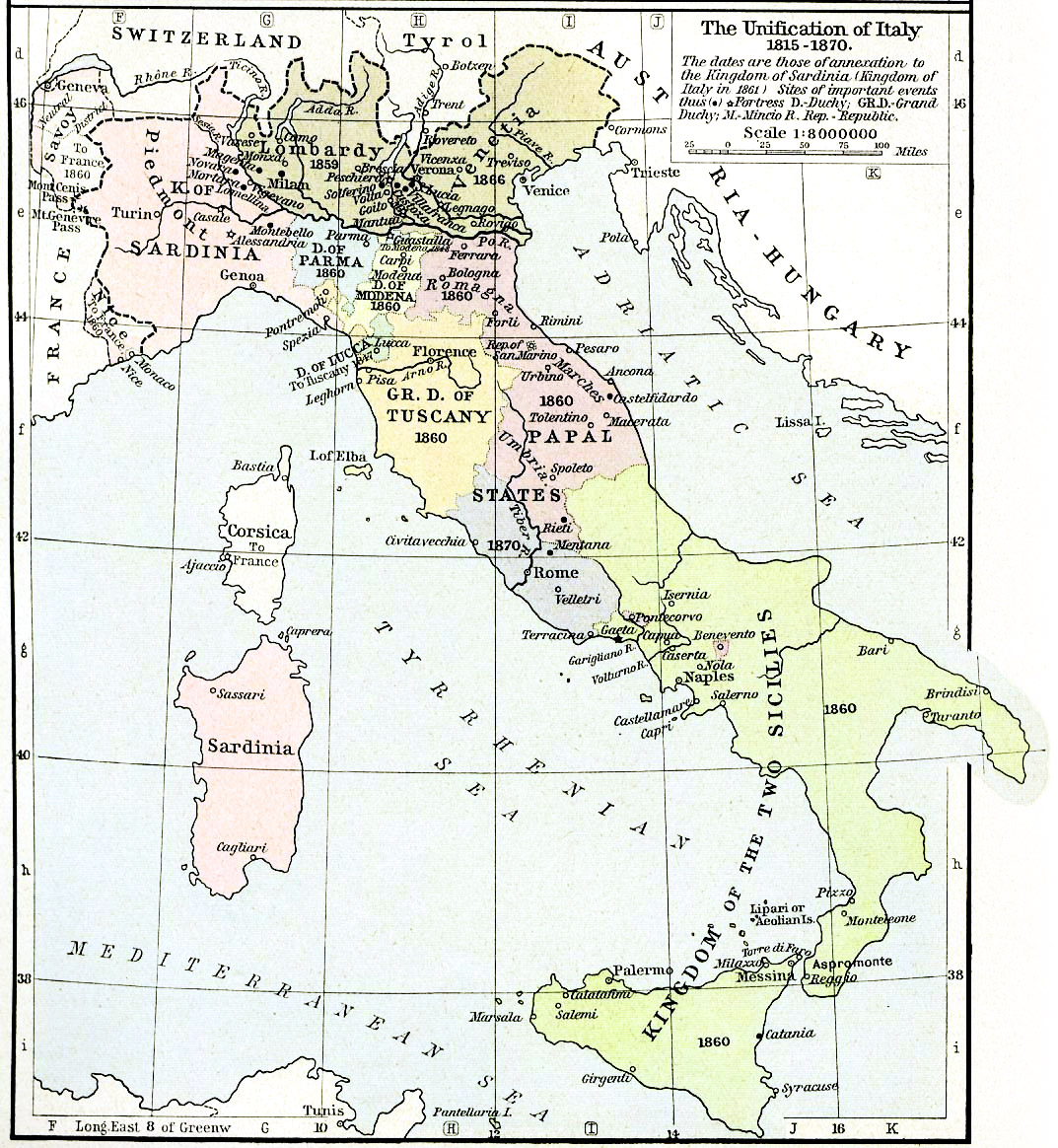
Statele peninsulei Italiei cu data unificării.

Stabilirea Republicii Italiene și mai târziu a Regatului Italiei, conduse de Napoleon, a început să încurajeze naționalismul în rândurile celor care trăiau în acele regiuni. Când regimul lui Napoleon a început să se clatine, alți monarhi italieni pe care i-a instalat au încercat să-și păstreze tronul hrănind acele sentimente naționaliste, pregătind începerea revoluțiilor. Printre aceștia s-a numărat și viceregele Italiei, Eugène de Beauharnais, care a încercat să primească acordul Austriei pentru a fi numit succesor la tronul Regatului Italiei, și Joachim Murat, care a chemat patrioții italieni să ajute la unificarea Italiei sub comanda sa. După înfrângerea Franței napoleoniene, Congresul de la Viena (1815) a stabilit o nouă hartă politică a Europei. În Italia, Congresul a restaurat guvernele independente pre-napoleoniene, fie în mod direct sau sub puternica influență a puterilor europene, în special Austria (în nord) și Spania (în sud).
Dar grupurile din mai multe state italiene au început să popularizeze ideea unui stat Italian unificat din nou, hrănind focul naționalismului care a fost deja aprins în mulțime. În acel moment, lupta pentru unificarea Italiei a fost percepută în primul rând împotriva Imperiului Austriac și a casei de Habsburg, deoarece aceștia controlau direct partea de nord-est, astăzi Italia, predominant vorbitoare de limba italiană și erau singurele mari puteri ce se împotriveau unificării. Imperiul Austriac a înăbușit vehement sentimentul naționalist ce se născuse în rândul populației din peninsula italiană, precum și în alte părți ale imperiului. Cancelarul austriac Franz Metternich, un influent diplomat în Congresul de la Viena, a declarat cuvântul „Italia” ca fiind nimic mai mult decât o „expresie geografică”.
Sentimentele artistice și literare s-au întors de asemenea către naționalism, și poate cea mai faimoasă lucrare proto-naționalistă a fost ''I Promessi Sposi'' a lui Alessandro Manzoni. Unii au citit acest roman ca pe o alegorie critică neconvingătoare împotriva statului austriac. Romanul a fost publicat în 1827 și a fost revizuit în următorii ani. În versiunea din 1840 a I Promessi Sposi s-a utilizat o versiune standardizată a dialectului toscan, un important efort al autorului de a furniza o limbă și de a stimula populația să o învețe.
Cei ce erau în favoarea unificării s-au confruntat de asemenea cu o opoziție din partea Sfântului Scaun, în special după eșuarea încercărilor de negociere a unei confederații cu Statele Papale, care ar fi lăsat papalitatea cu o oarecare autonomie în regiune. Papa din acea perioadă, Pius al IX-lea, s-a temut că renunțarea la putere în regiune ar fi putut însemna persecutarea catolicilor italieni.
Chiar și printre cei ce voiau să vadă peninsula unificată într-un singur stat, diferite grupuri nu puteau agrea forma pe care statul ar fi luat-o. Vincenzo Gioberti, un preot piemontez, a sugerat o confederație a statelor italiene sub comanda Papei. Cartea sa, Asupra primatului moral și civil al italienilor (Del primato morale e civile degli italiani), a fost publicată în 1843 și a creat o legătură între papalitate și Risorgimento. Mulți lideri revoluționari au vrut o republică, dar în cele din urmă a fost un rege și ministrul său șef care au avut puterea de a uni statele italiene într-o monarhie.

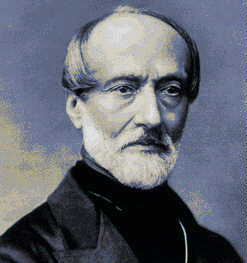
Giuseppe Mazzini

Unul dintre cele mai influente grupuri de revoluționari a fost Carbonarii (vânzătorii de cărbune), o organizație secretă formată în sudul Italiei la începutul secolului al XIX-lea. Inspirați de principiile Revoluției franceze, membrii săi erau în principal apartenenți ai clasei de mijloc și intelectuali. După ce Congresul de la Viena a împărțit Peninsula Italică între puterile europene, mișcarea Carbonarilor s-a răspândit în Statele Papale, Regatul Sardiniei, Marele Ducat al Toscanei, Ducatul Modenei și în Regatul Lombardo-Venețian. Revoluționarii erau înfricoșați de faptul că autoritățile regale au dat o hotărâre prin care oricine participa la întâlnirile Carbonarilor era condamnat la moarte. Societatea, cu toate acestea, a continuat să existe și a fost la originea multor tulburări politice în Italia din 1820 până după unificare. Carbonarii l-au condamnat pe Napoleon al III-lea la moarte pentru eșecul în a uni Italia, iar grupul aproape a reușit să-l asasineze în 1858. Mulți lideri ai mișcării pentru unificare au fost la un moment dat membrii ai acestei organizații. (Notă: Napoleon al III-lea, în tinerețe, a luptat de partea „Carbonarilor”.)
Două figuri remarcabile în mișcarea de unificare au fost Giuseppe Mazzini și Giuseppe Garibaldi. Printre cele mai conservatoare figuri monarhice constituționale se aflau și Cavour și Victor Emmanuel al II-lea, care mai târziu va deveni primul rege al Italiei unite.
Activitatea lui Mazzini în cadrul mișcărilor revoluționare i-au adus încarcerarea imediat după ce s-a implicat în acestea. În timp ce era în închisoare, acesta a ajuns la concluzia că Italia ar putea - și trebuie - să fie unificată și și-a formulat propriul program de stabilire a unui stat liber, independent și republican cu Roma ca și capitală. Mazzini după ce a fost eliberat  în 1831 s-a dus la Marsilia, unde și-a organizat o nouă societate politică numită La Giovine Italia (Tânăra Italie). Noua societate, al cărei motto era „Dumnezeu și Poporul”, a căutat o modalitate de a unifica Italia.
Garibaldi, originar din Nisa (atunci parte a Regatului Sardiniei), după ce participat la o revoltă în Piemont în 1834, a fost condamnat la moarte, și a fugit în America de Sud. După ce și-a petrecut acolo paisprezece ani, luptând în mai multe războaie, s-a întors în Italia în 1848.

## Primele activități revoluționare (1820–1830)

### InsurecțiaCarbonarilor(1820–1821)
În 1814 Carbonari au început organizarea de activități revoluționare.

#### InsurecțiaCelor două Sicilii
În 1820, spaniolii s-au revoltat cu succes în cadrul disputelor asupra constituției, fapt care a influențat dezvoltarea unor mișcări similare în Italia. Inspirat de către spanioli, (care, în 1812, și-au creat propria constituție) un regiment în armata Regatului celor Două-Sicilii, sub comanda lui Guglielmo Pepe, un Carbonaro, s-a revoltat, cucerind partea peninsulară a celor Două-Sicilii. Regele, Ferdinand I, a agreat să adopte o nouă constituție. Revoluționarii, totuși, nu au reușit să obțină sprijin popular și au fost învinși de armata Sfintei Alianțe. Ferdinand a abolit constituția și a început sistematic să persecute revoluționarii cunoscuți. Mulți susținători ai revoluției din Sicilia, printre care și cărturarul Michele Amari, au fost trimiși în exil pentru următoarele decenii.

#### Insurecția Piemontului
Liderul mișcării revoluționare din 1821 din Piemont a fost Santorre di Santarosa, care a vrut să elimine dominația austriacă și să unifice Italia sub Casa de Savoia. Revolta Piemontului pornită în Alessandria, unde trupele au adoptat tricolorul galben, alb și roșu al Republicii Cisalpine. Regentul regelui, prințul Carol Albert, în timp ce regele Carol Felix era plecat, a aprobat o nouă constituție pentru a liniști revoluționarii, dar când regele s-a întors el a dezaprobat constituția și a cerut ajutorul Sfintei Alianțe. Trupele lui Di Santarosa au fost învinse, iar liderul revoluționar a fugit la Paris.

### Insurecțiile din 1830
În 1830, sentimentul revoluționar în favoarea unei Italii unificate a început să renască și o serie de insurecții au așezat fundalul pentru un singur stat de-a lungul Peninsulei Italice.
Ducele de Modena, Francisc al IV-lea, a fost un nobil ambițios, care a sperat să devină regele Italiei de Nord mărindu-și teritoriul. În 1826, Francisc a precizat că el nu va acționa împotriva celor care erau împotriva unificării Italiei. Încurajați de declarație, revoluționarii din regiune au început să se organizeze.
În timpul Revoluției din iulie 1830 din Franța, revoluționarii l-au forțat pe rege să abdice și au creat Monarhia din Iulie cu încurajarea noului rege francez, Ludovic-Filip. Ludovic-Filip le-a promis revoluționarilor ca Ciro Menotti că va interveni dacă Austria va încerca să intervină în Italia cu trupe. Temându-se că își va pierde tronul, totuși, Ludovic-Filip nu a intervenit în revolta planificată a lui Menotti. Ducele de Modena și-a abandonat susținătorii săi Carbonari, l-a arestat pe Menotti și pe ceilalți conspiratori în 1831, și încă o dată și-a cucerit ducatul cu ajutor din partea trupelor austriece. Menotti a fost executat și ideea unei revoluții în Modena a căzut.
În același timp, alte insurecții au apărut în regiunile Bologna, Forlì, Ravenna, Imola, Ferrara, Pesaro și Urbino. Aceste revoluții reușite, în urma cărora s-a adoptat tricolorul în locul steagului Papal, s-au răspândit repede acoperind toate Statele Papale, iar acestea au instalat guverne locale noi care au proclamat crearea unei Italii unite.
Revoltele din Modena și Statele Papale au inspirat activități similare în Ducatul de Parma, unde a fost adoptattricolorul . Ducesa de Parma, Maria Luiza a părăsit orașul în timpul revoltei politice.
Provinciile unde au avut loc revolte au planificat să se unească sub denumirea de Province Italiane unite (Provinciile Italiene unite), ceea ce l-a determinat pe Papa Grigore al XVI-lea să ceară ajutorul Austriei împotriva rebelilor. Metternich l-a avertizat pe Ludovic-Filip că Austria nu are nici o intenție de a lăsa problemele italiene să continue și că intervenția franceză nu ar fi tolerată. Ludovic-Filip a oprit orice ajutor militar și chiar a arestat patrioții italieni ce trăiau în Franța.
În primăvara anului 1831, armata austriacă a început să avanseze în Peninsula Italică, măcinând încet rezistența din fiecare provincie unde a avut loc o revoltă. Această acțiune militară a suprimat o mare parte din mișcările revoluționare și a rezultat în arestarea mai multor lideri radicaliști, incluzându-l și pe Menotti.

## Fondarea unui stat unitar

### Războiul de unitate și expansiunea

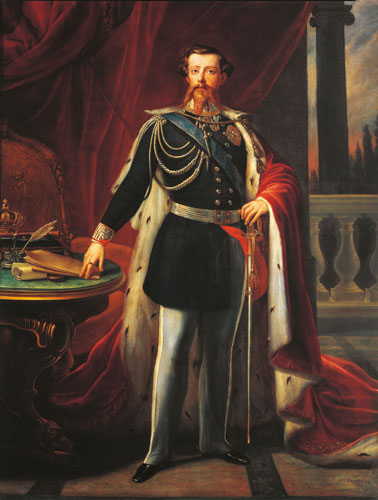
Victor Emmanuel II

Deși Charles Albert a fost profund învins în încercarea sa de a conduce austriecii din Italia, Piemontul nu a abandonat orice speranță de uniune. Camillo di Cavour, care a devenit președinte al Consiliului de Miniștri în 1852, a avut, de asemenea, ambiții expansioniste. Cavour, cu toate acestea, a văzut că Piemontul nu ar fi capabil de a adăuga, de unul singur, nimic la teritoriul său. În schimb, el spera să obțină ajutor de la Marea Britanie și Franța în expulzarea austriecilor, din peninsula italică. O încercare de a câștiga favoruri britanice și franceze prin sprijinirea acestora în războiul Crimeei, în care a intrat Piemontul în 1855. Cu toate acestea, războiul a atins un obiectiv util - a izolat Austria, care a încercat un efort inconfortabil  să echilibreze cele două părți în timpul războiului.
La data de 14 ianuarie 1858, un italian naționalist, Felice Orsini, a încercat să-l asasineze pe Napoleon III, împăratul francez. Scriind din celula sa, Orsini nu a pledat pentru viața lui, ci mai degrabă a apelat la Napoleon al III-lea pentru a-și îndeplini destinul său, sprijinind forțele naționalismului italiene. Napoleon, care a aparținut asociației Carbonari în tinerețea sa, și care se vedea pe sine ca un gânditor avansat în ton cu ideile zilei, a devenit convins că acesta a fost destinul lui, să facă ceva pentru Italia. În vara anului 1858, Cavour s-a întâlnit cu Napoleon al III-lea la Plombières, iar cei doi au semnat un acord secret, care a fost cunoscut sub numele de Patto di Plombières ("Pactul de la Plombières"). Acest pact a convenit asupra unui război comun împotriva Austriei. Piemontul ar obține teritoriile austriece în Italia (Lombardia, Veneto) precum și ducatele de Parma și Modena, în timp ce Franța ar fi recompensată cu teritoriile piemonteze Savoia și Nisa. Sudul Italiei, fiind în mare parte sub-dezvoltat și nu la fel de bogat ca nordul, ar rămâne în mare măsură așa cum a fost. În scopul de a permite francezilor să intervină, fără a apărea ca agresori, Cavour a trebuit să provoce austriecii la agresiune prin încurajarea activității revoluționare în Lombardia.
La început, lucrurile nu au mers conform planului. Austriecii au ignorat acordul secret semnat la Plombières, au fost surprinzător de pasivi la insurecția piemonteză. Mobilizarea piemonteză în martie 1859 a fost apoi un fel de admitere a înfrângerii, după cum se pare că strategia de a provoca austrieci în agresiune au eșuat. Fără agresiunea austriacă, francezii nu a putut interveni, și fără sprijinul francez, Cavour nu a putut unifica peninsula. În acest moment însă, austriecii au făcut convenabilă sarcina adversarilor lor. Acest lucru făcând Austria să pară agresorul, a permis francezilor să intervină. Războiul în sine a fost destul de scurt. Avansul austriac în Piemont a fost incompetent, ei fiind în imposibilitatea de a trecerea înainte de sosirea armatei franceze, condusă personal de către Napoleon III. În bătălia de la Magenta, la 4 iunie, francezii și sardinienii au fost victorioși asupra armatei austriece, ceea ce duce la retragerea Austriei din Lombardia și o intrare triumfală de Napoleon și de Victor Emmanuel în Milano. Pe 24 iunie, o a doua bătălie a fost purtată între cele două armate de la Solferino. Acest angajament sângeros, la care împăratul austriac Franz Joseph a luat comanda trupelor sale, dar francezii au fost din nou învingători. Austriecii s-au retras în spatele cadrilaterul de cetăți privind frontierele Veneției.
Au fost multe motive pentru care Napoleon al III-a căutat un tratat de pace. Pe câmpul de luptă la Solferino, el a fost îngrozit la victime. Teama că o campanie lungă și sângeroasă ar fi necesară pentru a cuceri Veneția, teama pentru poziția sa la domiciliu, grijile cu privire la posibila intervenție a statelor germane, și teama de o prea puternică Italie l-au determinat să caute o cale de ieșire. La 11 iulie, el sa întâlnit în particular cu Franz Joseph la Villafranca, fără cunoștințe de aliaților săi piemontezi. Austriecii ar păstra Veneto, dar ar ceda Lombardia francezilor, care ar da-o la piemontezi. În caz contrar, frontierele italiene vor rămâne neschimbate. În centrul Italiei, în cazul în care autoritățile au fost expulzate universal ca urmare a izbucnirii războiului, conducătorii Toscanei, Modenei, și Parmei, care au fugit în Austria, ar fi restaurați, în timp ce controlul papal al misiunilor diplomatice vor fi reluate. Pentru ca Napoleon nu a îndeplinit condițiile acordului său cu Piemontul, el nu ar câștiga Savonia și Nisa.
Sardinienii s-au revoltat la această trădare de către aliatul lor. Cavour a cerut ca războiul să fie transportat la indiferent și și-a dat demisia atunci când Victor Emmanuel stabilit că consimțământul a fost singura opțiune realistă. A fost formalizat în Tratatul de la Zürich, în noiembrie. Trupele piemonteze ocupat statele italiene mici și francezii au dovedit că nu doresc restaurarea vechii ordini. În luna decembrie, Toscana, Parma, Modena, au fost unificate în Provinciile Unite ale Italiei, și, încurajați de către britanici, a început căutarea anexarea  Regatului Sardiniei.
Cavour, care triumfător a revenit la putere în ianuarie 1860 și a dorit să anexeze teritoriile, și-a dat seama că era necesară încuviințarea franceză. Lui Napoleon III i-a convenit să recunoască anexarea piemonteză în schimbul Savoniei și Nisei. La data de 20 martie 1860, anexiunile au avut loc. Acum, Regatul Italiei a cuprins cele mai multe părți din nordul și centrul peninsulei italice.

### ExpedițiaCelor o mie
Astfel, în primăvara anului 1860, doar patru state au rămas în Italia - Veneția austriacă, Statele Papale, Regatul Italian extins de Piemont și Sardinia, și Regatul celor Două Sicilii. Nu există nici un motiv special să credem că acum Cavour caută unificarea restului Italiei sub stăpânire piemonteză, deoarece aceste zone ar putea fi o povară financiară.
Francisc al II-lea al Celor Două Sicilii, fiul si succesorul lui Ferdinand al II-lea, a avut o armată bine organizată de 150.000 de soldați. Dar tirania tatălui său au inspirat multe societăți secrete. Acest lucru a lăsat trupele sale să fie nesigure de nativitate. A fost o oportunitate critică pentru mișcarea de unificare. În aprilie 1860, insurecții separate au început în Messina si Palermo, în Sicilia, ambele au demonstrat opunerea unei reguli napolitane . Aceste revolte au fost pur suprimate de trupele loiale.
În același timp, Garibaldi, originar din Nisa, a fost profund nemulțumit de anexarea franceză a orașului său natal. El spera să folosească susținătorii săi să-și recâștige teritoriul. Cavour, îngrozit de Garibaldi fără a putea să declare război Franței, l-a convins pe Garibaldi să-și concentreze forțele pe rebeliunea siciliană. La data de 6 mai 1860, Garibaldi își ia aproximativ o mie de voluntari italieni, și după o oprire în Talamone la 11 mai debarcat în apropierea Marsalei pe coasta de vest a Siciliei. Lângă Salemi, armata lui Garibaldi a atras benzi risipite de rebeli, iar forțele combinate au învins armata care se opuse la Calatafimi. În termen de trei zile, forța invadatoare au crescut la 4.000 de soldați. La 14 mai, Garibaldi se proclamă dictator al Siciliei, în numele lui Victor Emmanuel. După purtarea diferitelor bătălii, Garibaldi avansat la capitalul sicilian din Palermo, anunțând sosirea lui. La 27 mai, forța a asediat Termini Porta din Palermo, în timp ce o revoltă de stradă a izbucnit în oraș. Generalul napolitan, Ferdinando Lanza, venind în Sicilia, cu aproximativ 25.000 de trupe, a bombardat cu furie Palermo aproape de ruine. Cu intervenția unui amiral britanic, un armistițiu a fost declarat, ceea ce duce la plecarea trupelor napolitane și predarea a orașului pentru  Garibaldi și a armata sa. Acest succes răsunător a demonstrat slăbiciunea guvernului napolitan. Răspândirea faimei lui Garibaldi au făcut mulți italieni să îl considere un erou național.
La șase săptămâni după renunțarea la Palermo, Garibaldi a atacat Messina. În termen de o săptămână cetatea s-a predat. Având cucerită Sicilia, Garibaldi s-a îndreptat spre continent, traversând strâmtoarea Messina cu flota napolitană la îndemână. Garnizoana de la Reggio Calabria a fost restituită. La înaintarea spre nord, tot poporul l-a salutat. La 18 August,21 de persoane din Basilicata și Puglia, două regiuni ale Regatului Napoli, au declarat anexarea cu autonomie ale  acestora la Regatul Italiei. La sfârșitul lunii august Garibaldi a fost la Cosenza, iar pe 5 septembrie la Eboli, lângă Salerno. Regele și-a adunat trupele cu încă câțiva credincioși și s-au retras peste râul Volturno. Ziua următoare, Garibaldi , cu câteva adepți, a intrat cu trenul în Napoli, în cazul în care oamenii l-au primit în mod deschis.

### Predarea regatului Napole

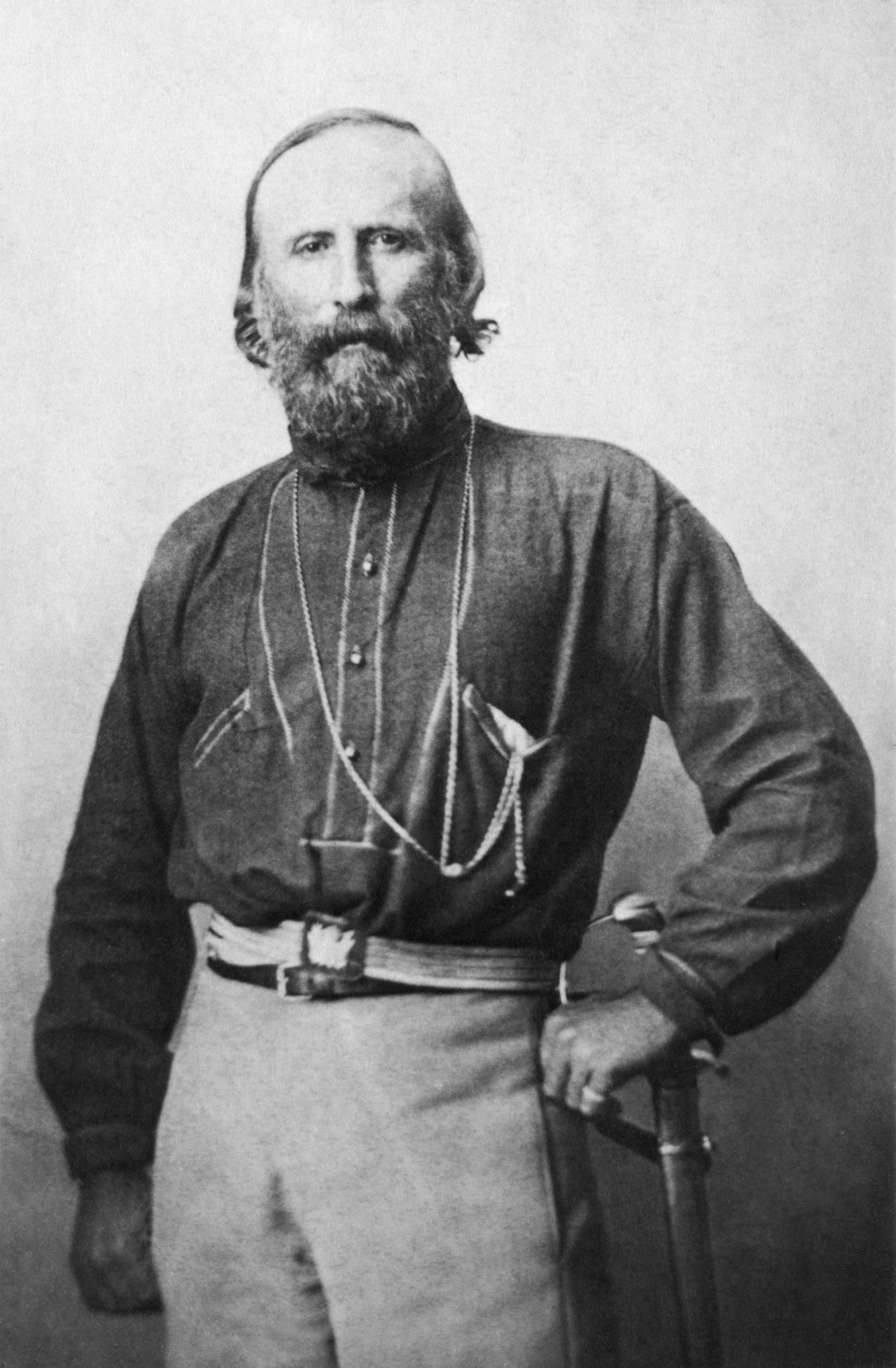
Garibaldi în Napoli

Armata napoletană nu a aderat la o rebeliune în masă. Trupe neregulate lui Garibaldi de aproximativ 25.000 de oameni nu au putut alunga pe rege sau să ia cetățile de Capua și Gaeta, fără ajutorul armatei din Sardinia. Armata sardiniană, cu toate acestea, ar putea ajunge doar prin traversează statelor papale. La ignorarea voinței politice a Sfântului Scaun, Garibaldi a anunțat că vrea să proclame "Regatul Italiei" la Roma. Văzând acest lucru ca pe o amenințare la adresa domeniului Bisericii Catolice, Papa Pius a amenințat excomunicarea pentru cei care au susținut un astfel de efort. De teama că Garibaldi va ataca la Roma, catolicii au trimis în toată lumea  bani și voluntari pentru Armata papală, care a fost comandată de generalul Louis Lamoricière, un exilat francez. Napoleon, cu toate acestea, poate ar fi aranjat cu Cavour de a părăsi regatul liber italian și să ia în stăpânire Napoli, Umbria și alte provincii, cu condiția ca Roma să rămână intacte.
Trupele papale au avansat împotriva lui Cialdini, dar au fost repede învinși și în cele din urmă s-au predat la 29 septembrie. Pe 9 octombrie, Victor Emmanuel al II-lea a sosit și a preluat comanda. Nu mai era o armată papală care să se opună.

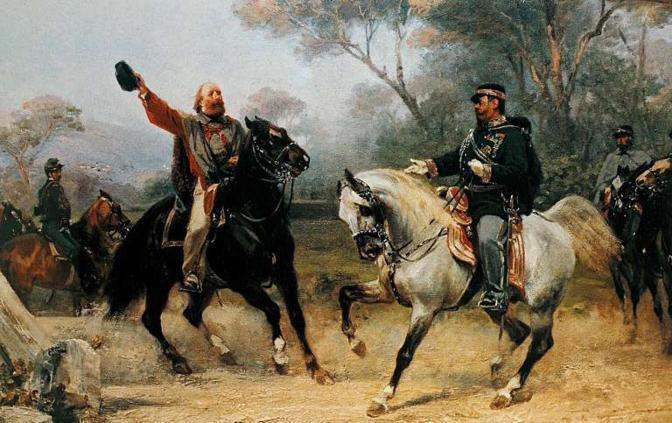
Victor Emmanuel II (stânga) și Garibaldi

Cu toate acestea, el a acceptat comanda lui Victor Emmanuel. Atunci când regele a intrat Sessa Aurunca în fruntea armatei sale, Garibaldi a predat de bună voie Sicilia. După întâlnire, Victor Emmanuel a intrat în Teano cu titlul de rege al Italiei, Garibaldi a intrat calare lângă rege Napoli. Garibaldi apoi s-a retras la insula Caprera, în timp ce lucrările de unificare a peninsulei au fost lăsate regelui Victor Emmanuel. Progresul a armatei sardiniene l-a obligat Francisc al II-lea să renunțe la linia sa de-a lungul râului, și a luat în cele din urmă refugiu cu trupele sale cele mai bune în cetatea Gaeta. Dar curajul amplificat de tânăra sa soție, ducesa Marie Sophie de Bavaria, l-a îndemnat pe Francis să monteze o apărare încăpățânată, care a durat trei luni. Dar aliații europeni refuzat să-i dea ajutor, astfel încât garnizoana a fost forțată să se predea. Cu toate acestea societății de napolitane loiale lui Francis vor lupta  împotriva guvernului italian pentru anii care vor veni.
Căderea Gaetei a adus mișcarea de unificare la un pas de realizare - numai Roma și Veneția au rămas să fie adăugate. La data de 18 februarie 1861, Victor Emmanuel alege deputați din primul Parlament italian la Torino. La data de 17 martie 1861, Parlamentul l-a proclamat pe Victor Emmanuel al II-lea rege al Italiei, iar pe 27 martie 1871 la Roma a fost declarată capitala Italiei, în ciuda faptului că nu era inclusă în noul regat. Trei luni mai târziu Cavour, văzând lucrarea vieții lui aproape completă, a murit. Cavour a declarat: "Italia s-a format. Totul este în siguranță.."

## Anexarea Veneției
În războiul austro-prusac din 1866, Austria și Prusia s-au certat în legătură cu poziția de lider în rândul statelor germane. Regatul Italiei a profitat de oportunitatea de a captura Veneția de statul austriac și s-a aliat cu Prusia. Austria a încercat să convingă guvernul italian să accepte Veneția în schimbul non-intervenției. Cu toate acestea, pe 8 aprilie, Italia și Prusia au semnat un acord care a sprijinit achiziționarea Veneției de către Italia ,și pe 20 iunie, Italia a declarat război Austriei. Victor Emmanuel grăbit să conducă o armată peste Mincio la invazia din Veneția, in timp ce Garibaldi invadat Tirolul cu voluntarii săi. Întreprinderea s-a încheiat cu un dezastru. Armata italiană întâlnește austriecii de la Custoza pe 24 iunie și suferă o înfrângere. La 20 iulie Marina Regia a fost învinsă în bătălia de la Lissa în cazul în care austriecii au distrus complet navele italiene. În ziua următoare, totuși , voluntarii lui Garibaldi au învins o forță austriacă în bătălia de la Bezzecca, si s-a mutat spre Trento.
Între timp, prim-ministrul prusac Bismarck a văzut că scopurile sale proprii în război au fost realizate, și a semnat un armistițiu cu Austria pe 27 iulie. Italia oficial depus armele sale pe 12 august. Garibaldi a fost rechemat de la marșul său de succes și a demisionat cu o telegramă scurtă lectură numai "Obbedisco" ("I asculta"). În ciuda slabei performanțe a Italiei, succesul Prusiei pe frontul de nord obligat Austria să cedeze Veneția. În conformitate cu termenii unui tratat de pace semnat la Viena la 12 octombrie, împăratul Frantz Joseph căzu deja de acord să cedeze Veneția la Napoleon al III-în schimbul non-intervenției în războiul austro-prusac și, astfel, Napoleon al III-cedase Veneția Italiei pe 19 octombrie, în schimbul consimțământului anterior al anexării Savoniei și Nisei.
În tratatul de pace de la Viena, a fost scris că anexarea Veneției ar fi devenit eficientă numai după un referendum - desfășurat în 21 octombrie și 22 octombrie - să lase poporul venețian și exprime voința lor despre a fi sau nu anexați la Regatul Italiei .Istoricii sugerează că referendumul din Veneția a avut loc sub presiunea militară, ca pe un simplu 0,01% din alegători au votat împotriva anexării. Multe mișcări venețiene independență se referă la această înșelăciune și la cererea independenței Veneției. Forțele austriece a pus opoziția la italieni invadatori, pentru un efect mic. Victor Emmanuel a intrat la Veneția și a efectuat un act de omagiu, în Piazza San Marco.

## Cucerirea Romei
În iulie 1870 a început războiul franco-prusac. La începutul lunii august, împăratul francez Napoleon al III-lea a rechemat garnizoana franceză din Roma, și prin urmare, nu mai oferea protecție statului papal. Demonstrațiile pe scară largă publice ilustrează faptul că  guvernul italian cere să preia Roma. Guvernul italian nu a luat nici o acțiune directă până la prăbușirea Imperiului Francez, după Bătălia de la Sedan. Regele Victor Emmanuel al II-lea a trimis soli la Papa Pius al IX cu o scrisoare personală, oferind o propunere față de economisire, care ar fi permis intrarea pașnică a armatei italiene în Roma, sub pretextul de a oferi protecție papei.
La primirea solilor, la San Martino, Papa a fost neprietenos. Papa Pius al IX-a și-a permis chiar izbucniri violente. A aruncat scrisoarea regelui pe masă și a exclamat, "Loialitate Fină Ești! Toți un cuib de vipere, de morminte văruite, care doresc și credință." După care, devenind mai calm,a exclamat: "Eu nu sunt proroc, nici fiu al vreunui profet, dar eu vă spun, nu veți intra la Roma!"
Armata italiană, comandată de generalul Raffaele Cadorna, a trecut frontiera papală la 11 septembrie și a avansat lent față de Roma, în speranța că o intrare pașnică ar putea fi negociabilă. Armata italiană a ajuns la zidului lui Aurelian la 19 septembrie și plasat la Roma sub o stare de asediu. Deși acum convins de înfrângerea inevitabilă, Pius al IX-a rămas intransigent până la capăt și a forțat trupele sale pentru a pune o rezistență simbolică. Pe 20 septembrie, după o canonada de trei ore a încălcat zidului lui Aurelian de la Porta Pia, bersaglieri au intrat în Roma și au mărșăluit pe Via Pia, care ulterior a fost redenumită Via XX Settembre. Au murit 49 soldați italieni și 19 soldați papali. Roma și Latiumul au fost anexate la Regatul Italiei după un plebiscit a avut loc la 2 octombrie. Rezultatele acestui plebiscit au fost acceptate prin decretul din 9 octombrie.
Inițial, guvernul italian s-a oferit să lase Papei orașul Leonin, dar Papa a respins oferta deoarece acceptarea ar fi fost o aprobare implicită de legitimitatea statului regatului italian asupra fostul său domeniu. Papa Pius al IX-a s-a declarat el însuși un prizonier în Vatican, deși el nu a fost de fapt reținut. Mai degrabă, fiind destituit și dezbrăcat de mult din puterea fostului său stat, de asemenea, ca o măsură de protecție personală, dacă ar fi mers pe străzile din Roma, el ar fi fost în pericol de la adversarii politici care anterior au păstrat opiniile lor private. Oficial, capitala nu a fost mutată de la Florența la Roma până în iulie 1871.

## Galerie

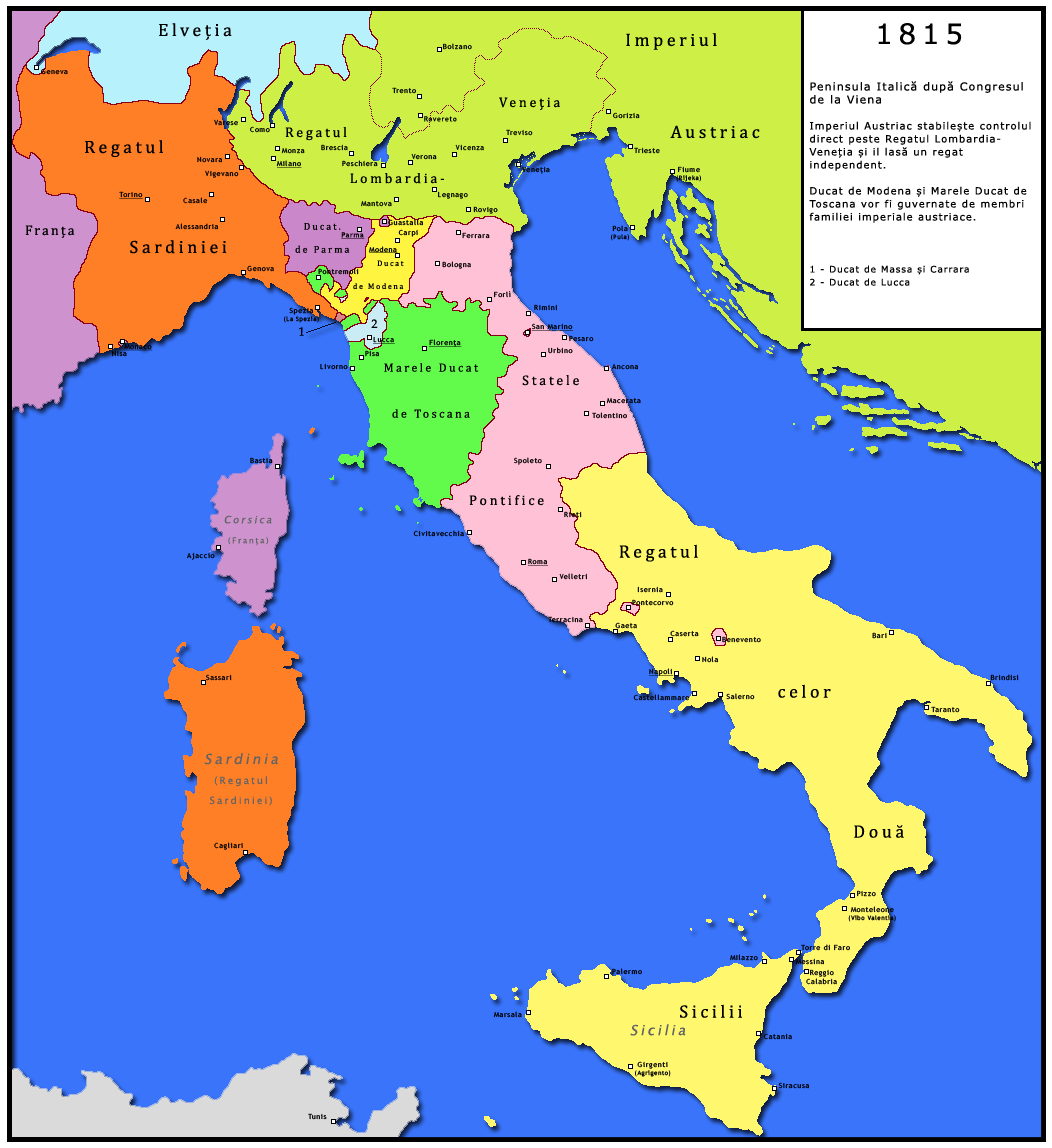
Italia după Congresul de la Viena (1815).
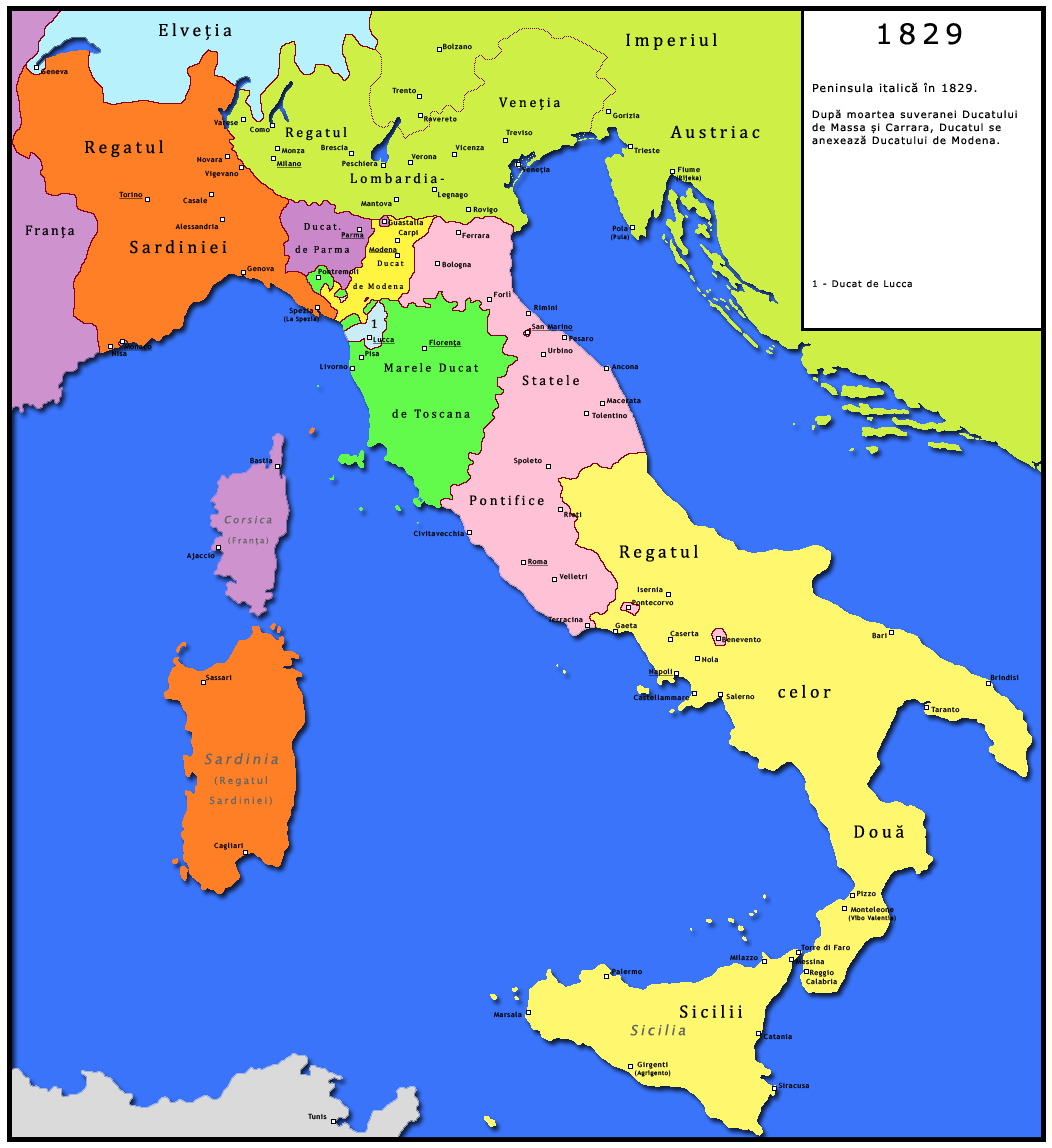
Italia în 1829.
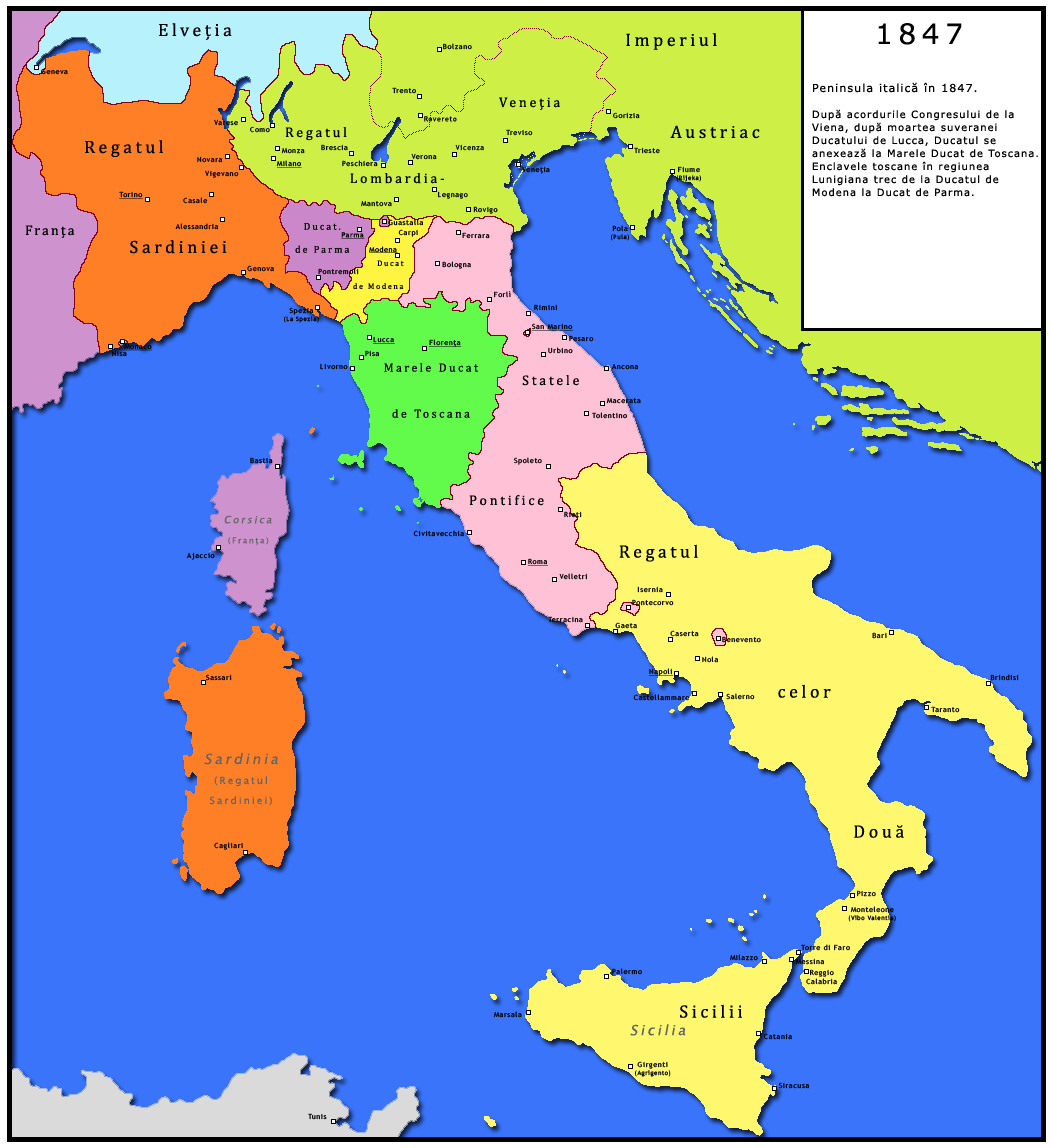
Italia în 1847.
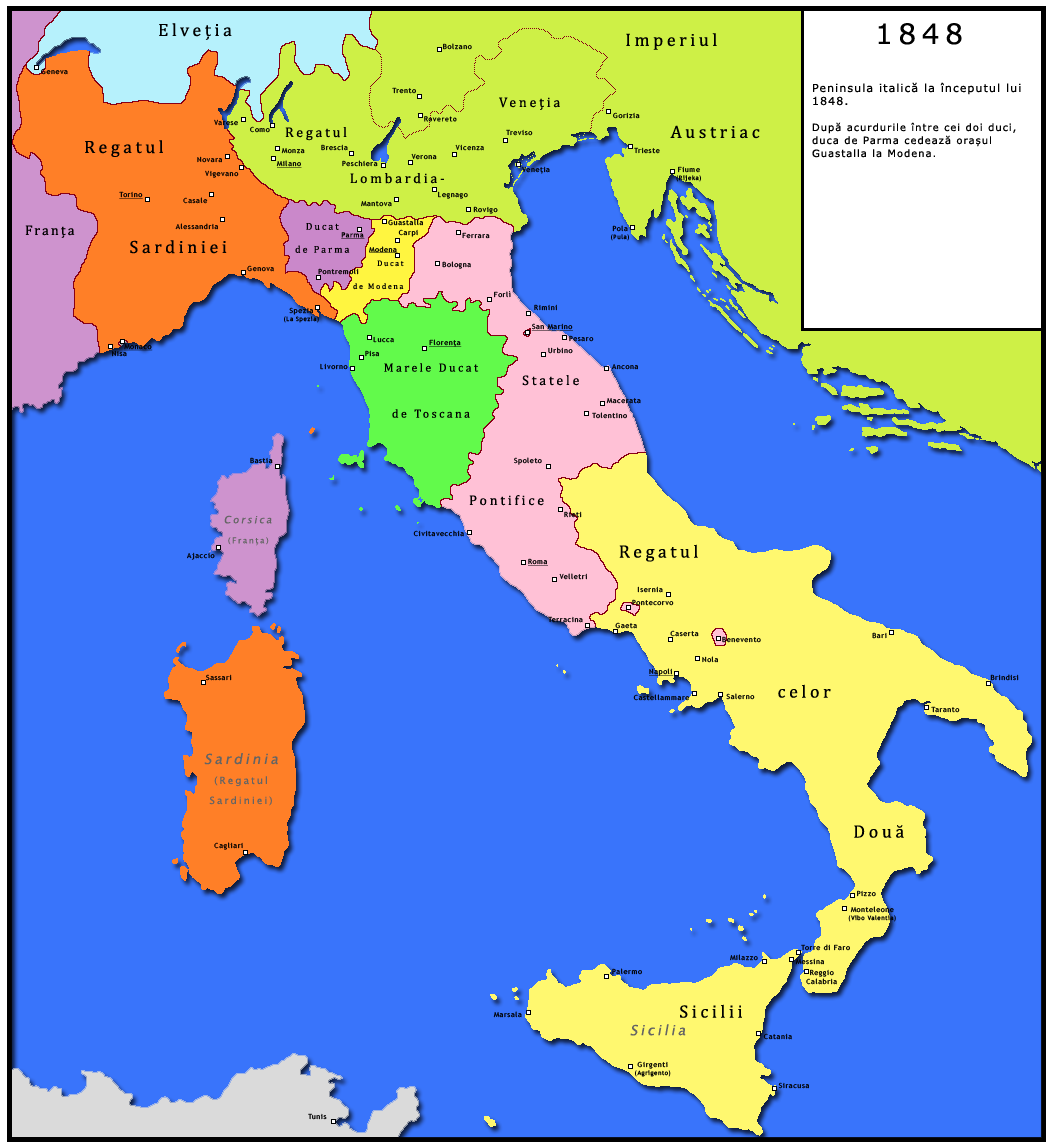
Italia la începutul lui 1848.
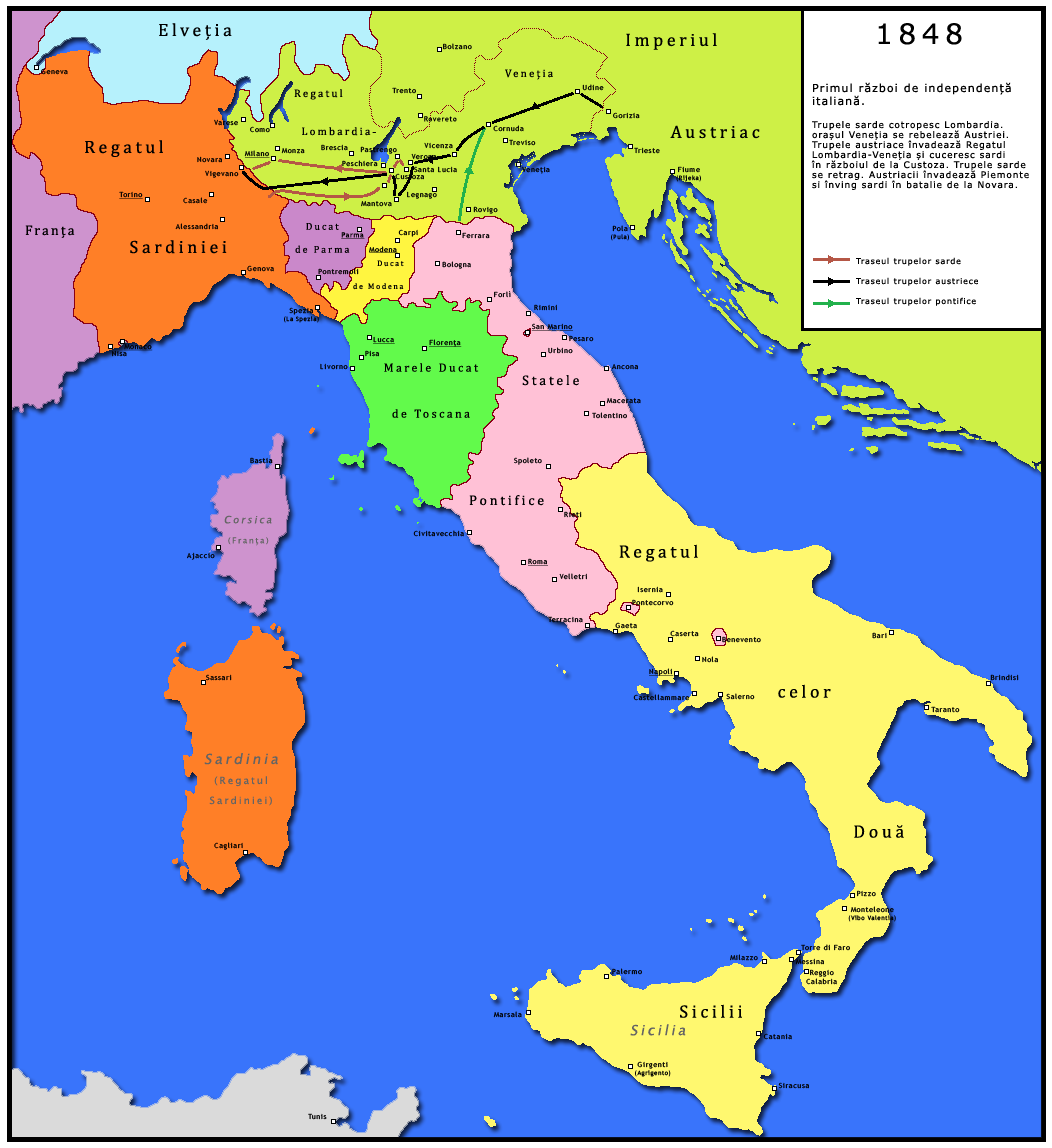
Primul război de independență italiană (1859).
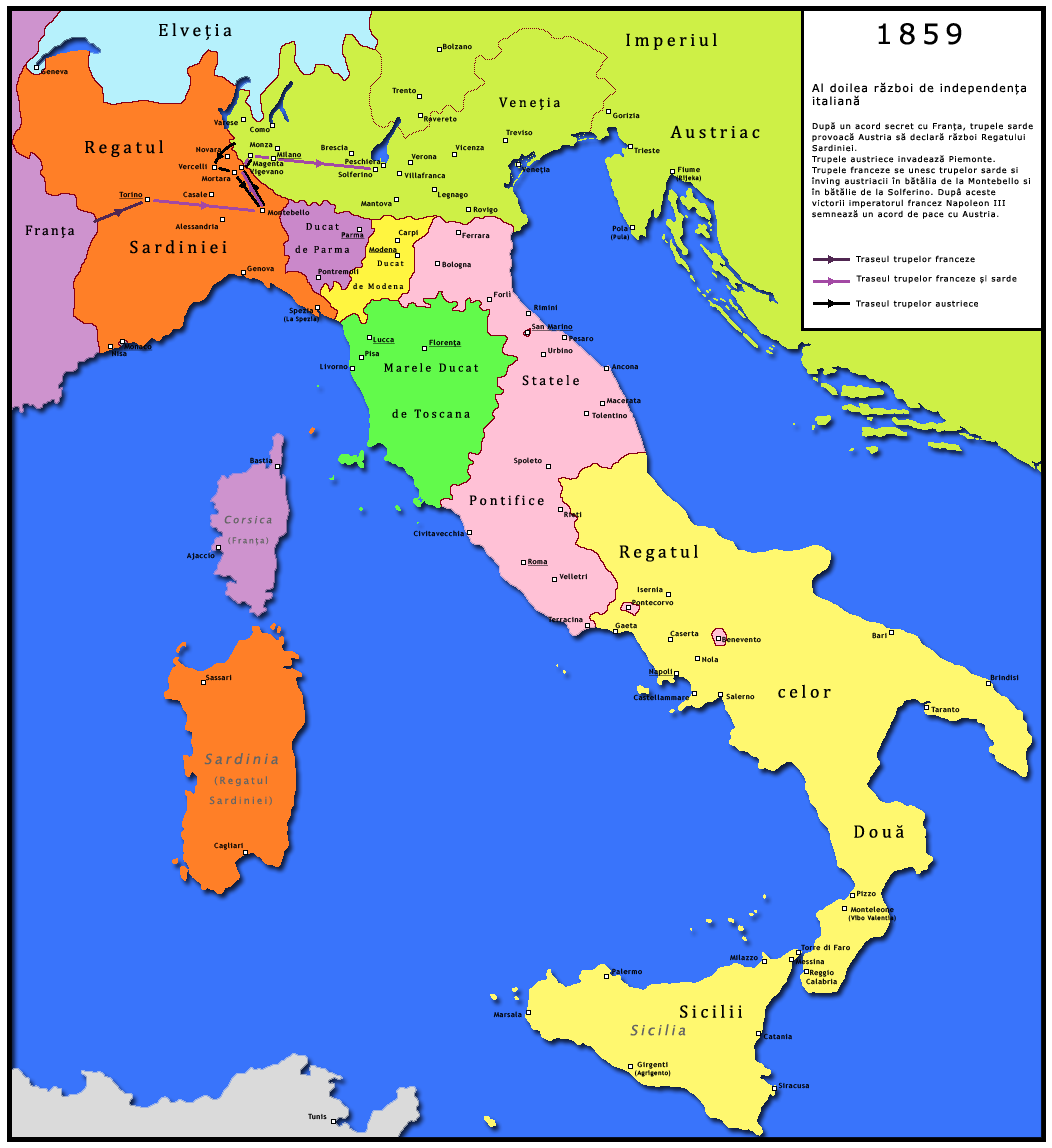
Al doilea război de independența italiană (1859).
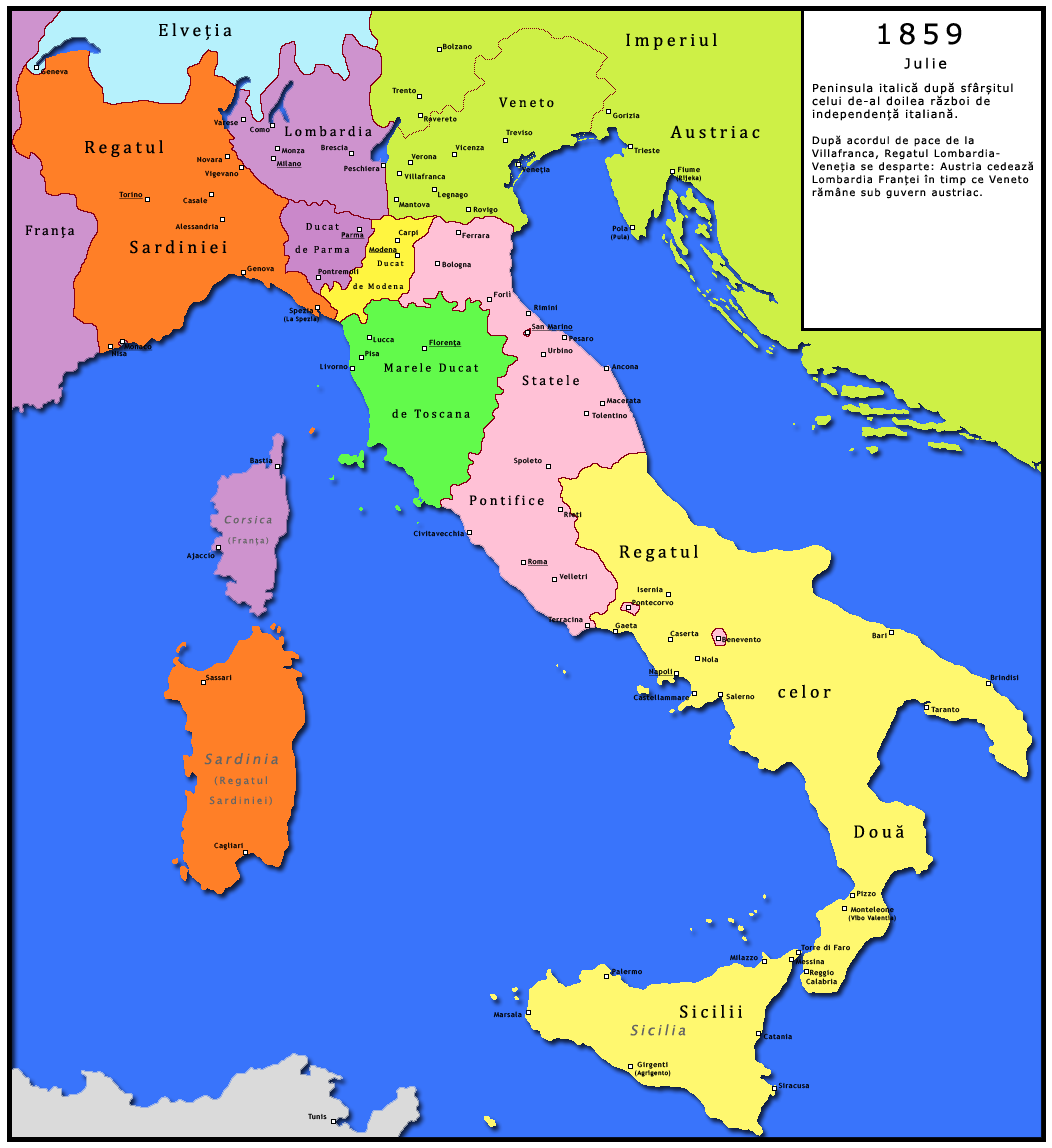
Tratatul de la Villafranca. Austria cedează Lombardia Franței (1859).
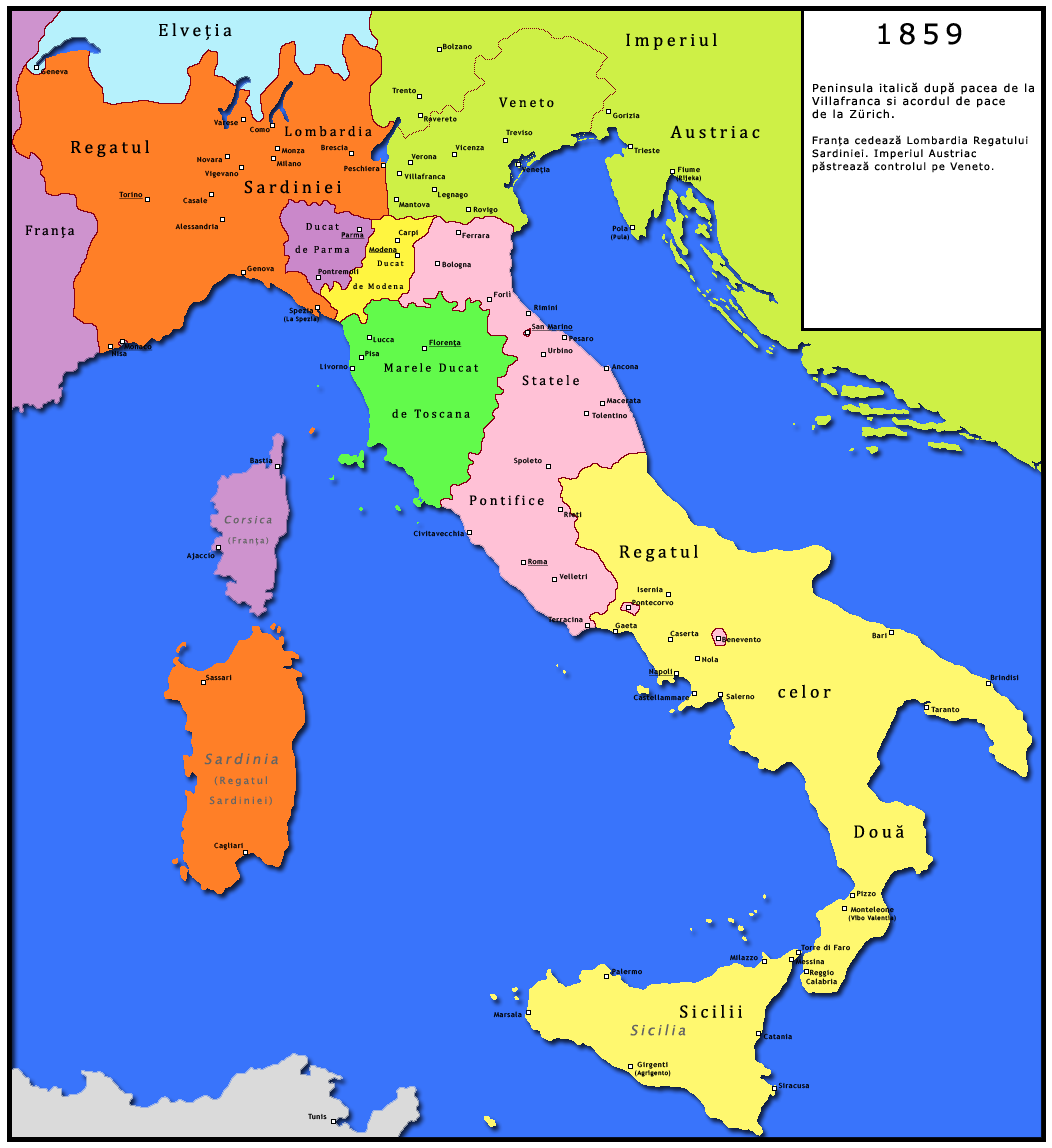
Franța cedează Lombardia Regatului Sardiniei (1859).
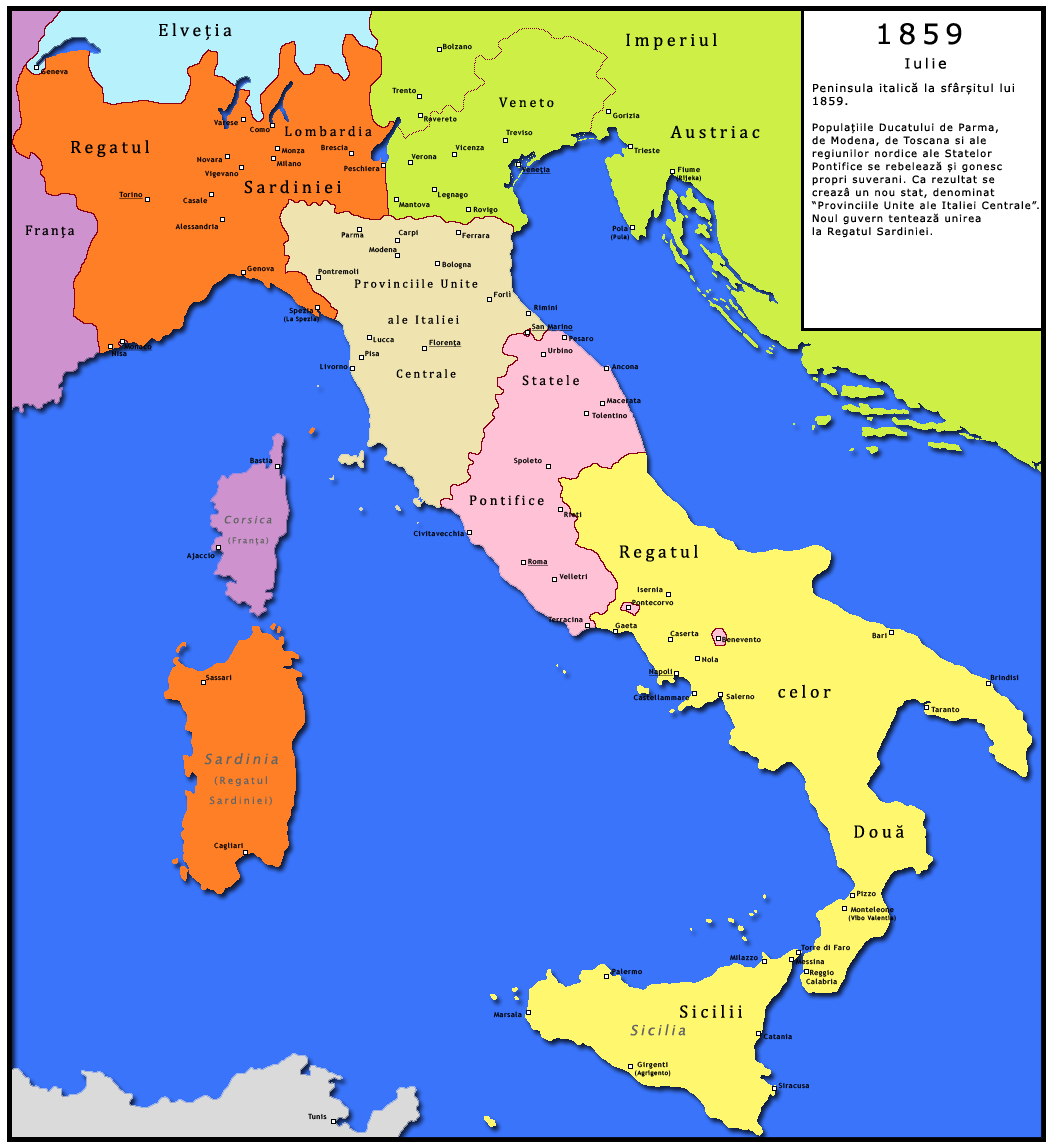
Regiunile centrale se răzvrătesc (sfârșit lui 1859).
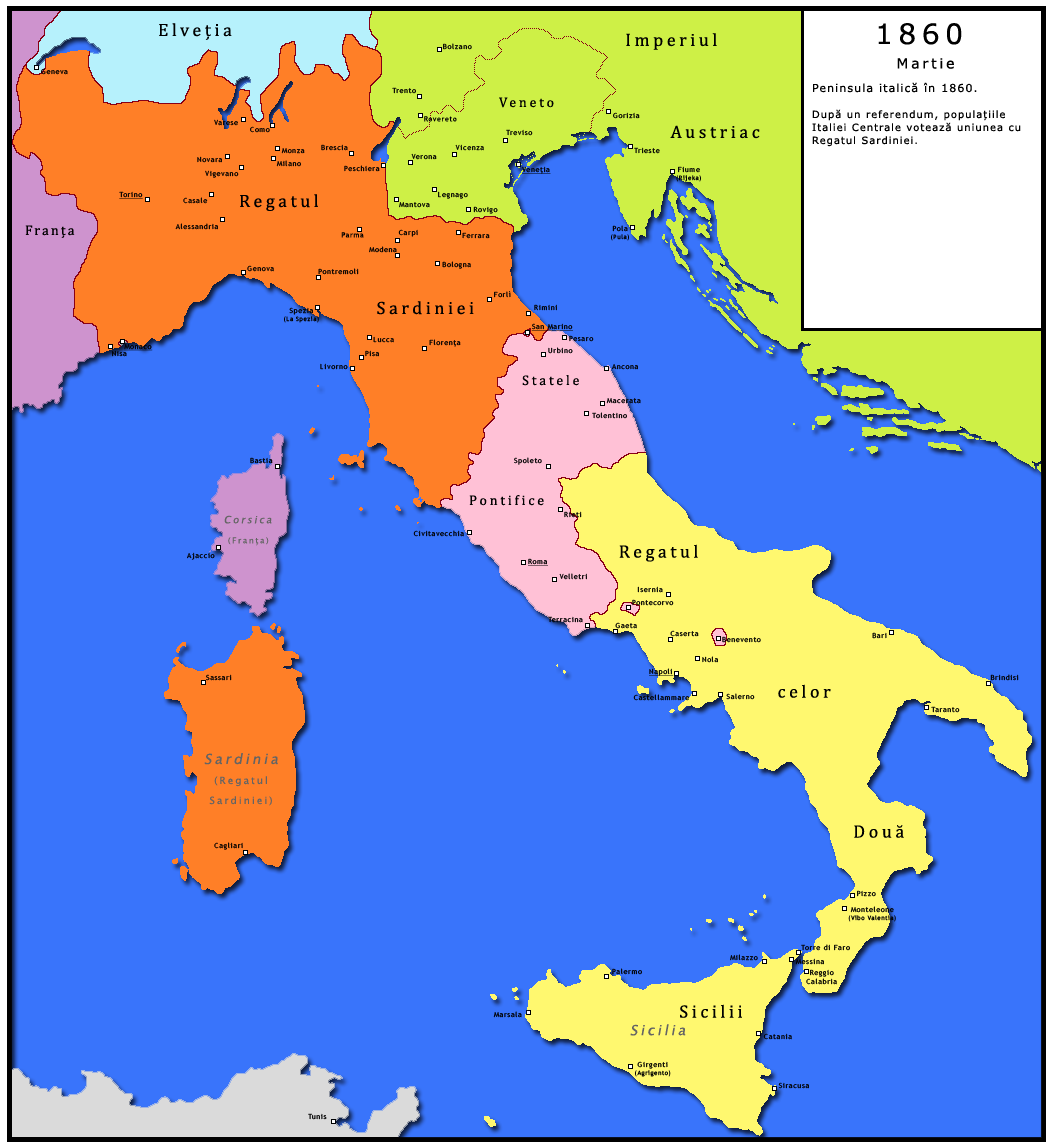
Regiunile centrale se unesc Regatului Sardiniei (1860).
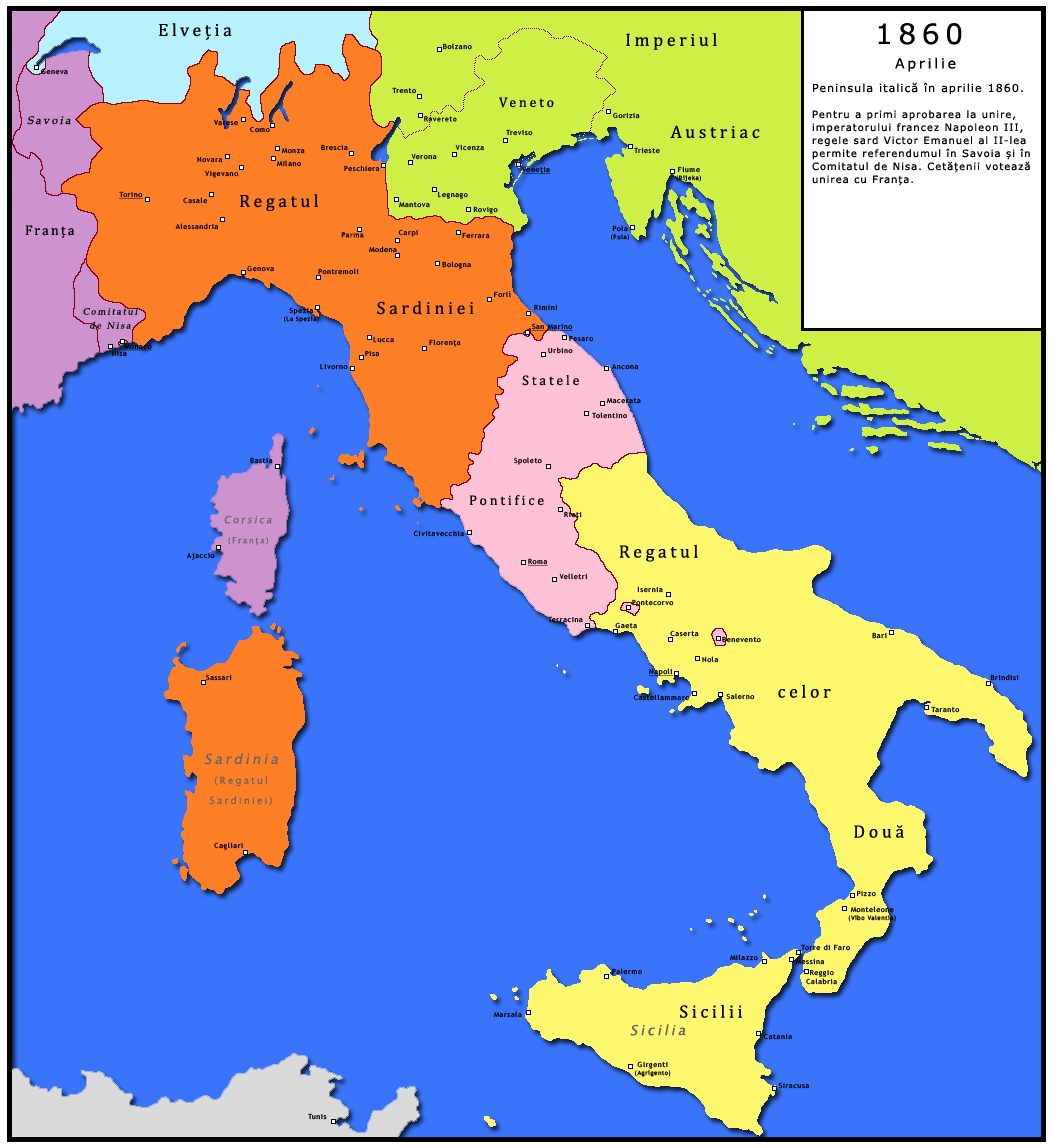
Piemont cedează Savoia și Nisa Franței (1860).
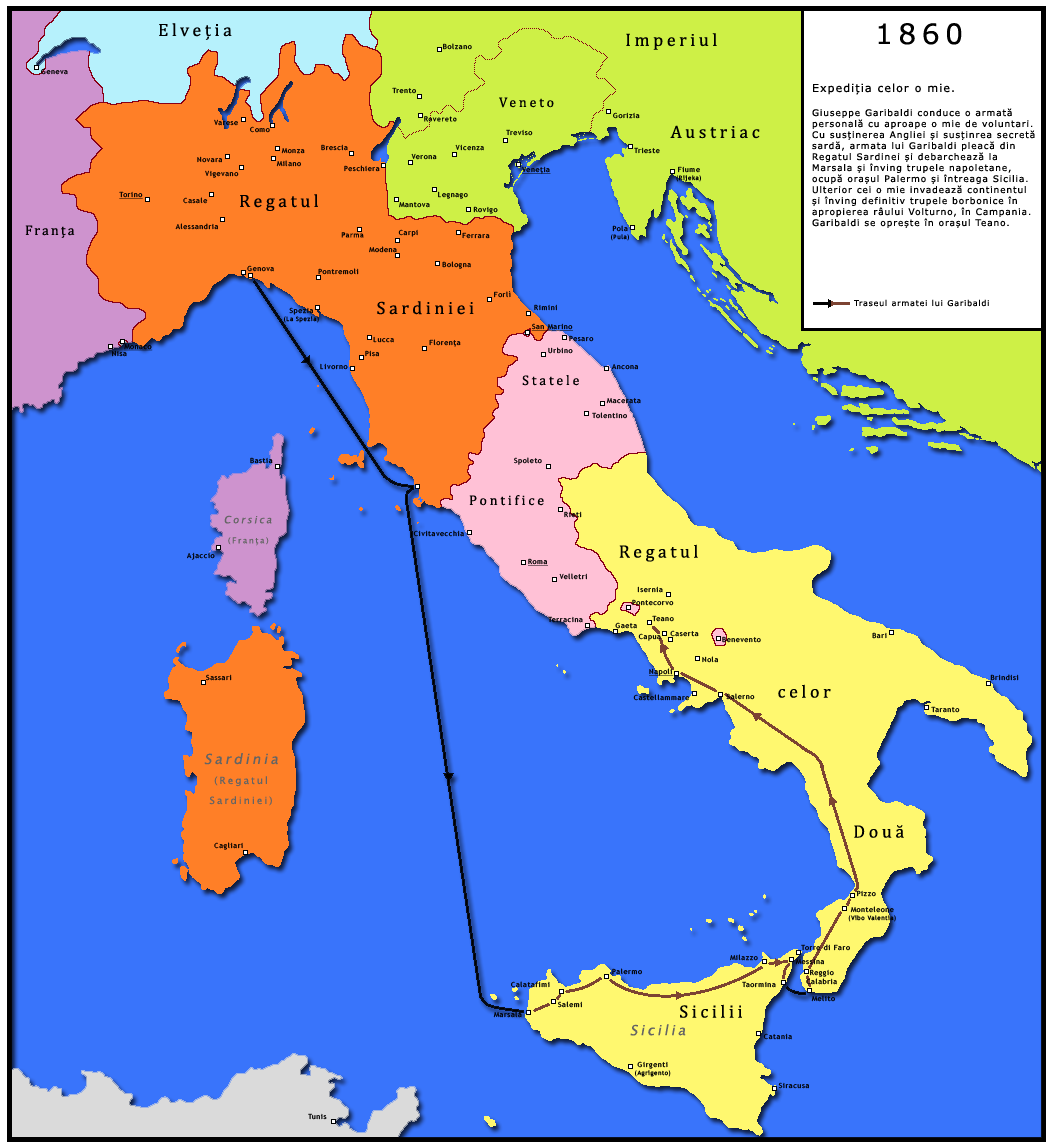
Expediția Celor o Mie (1860).
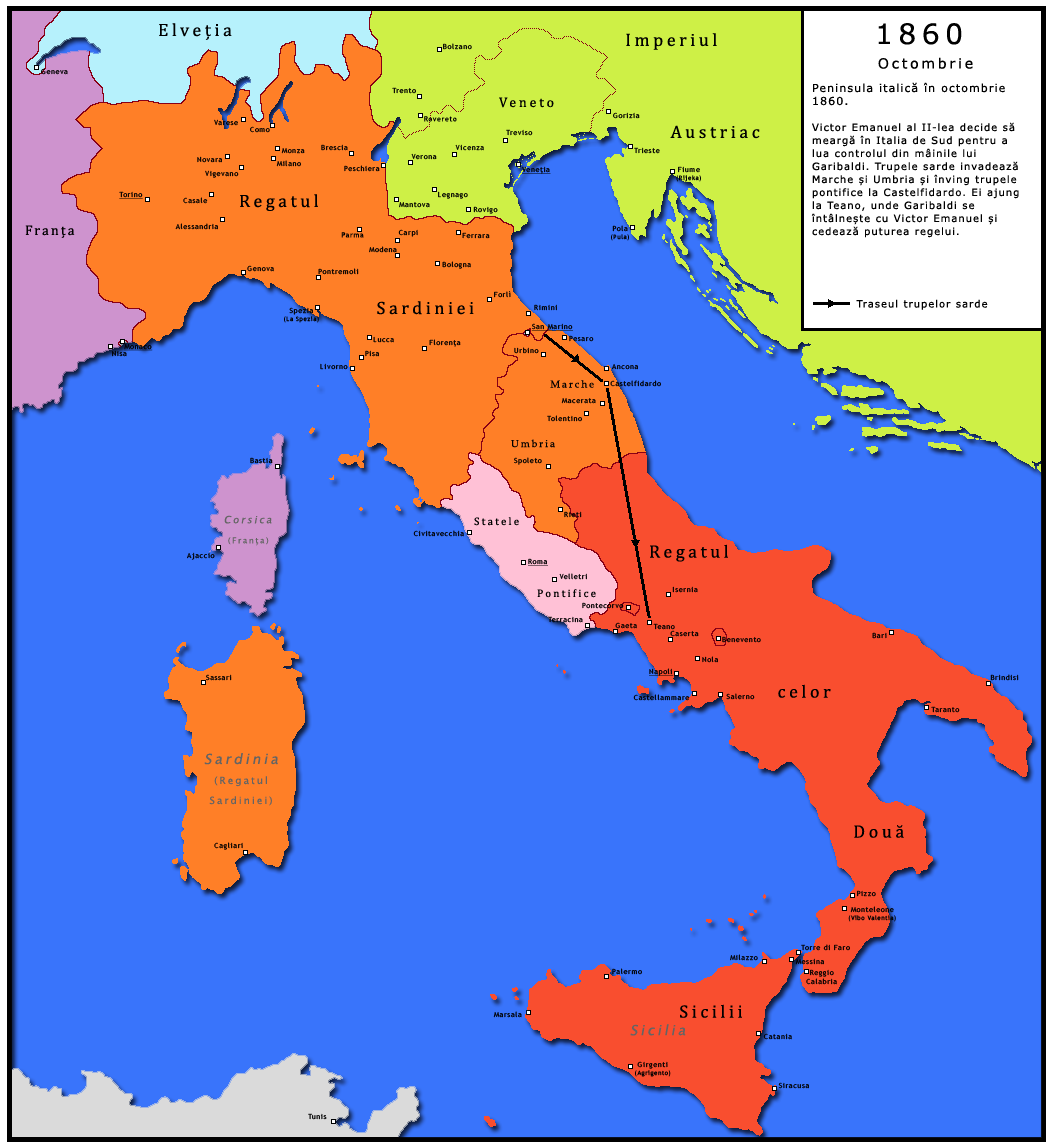
Italia în octombrie 1860.
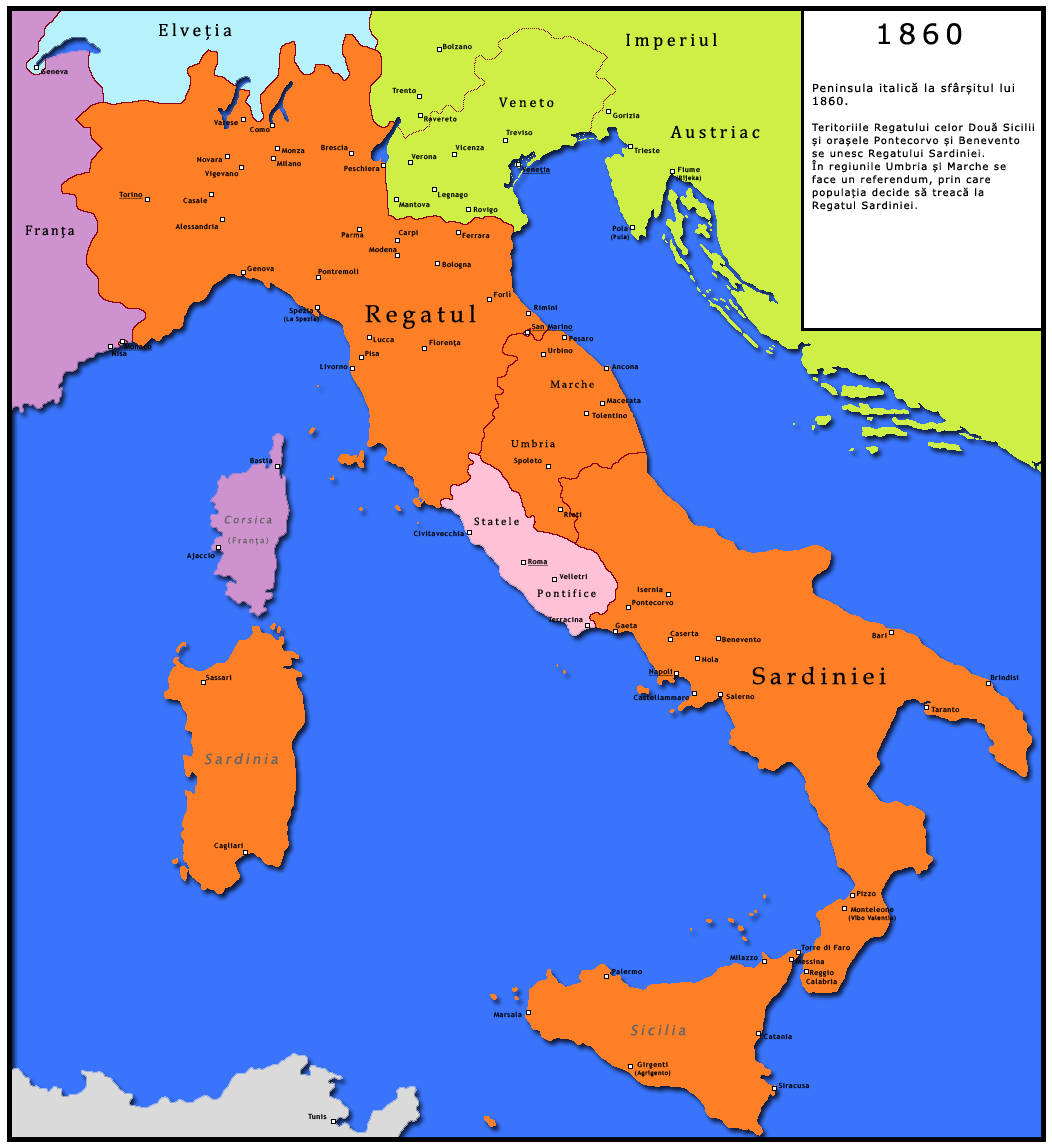
Italia la sfârșitul lui 1860.
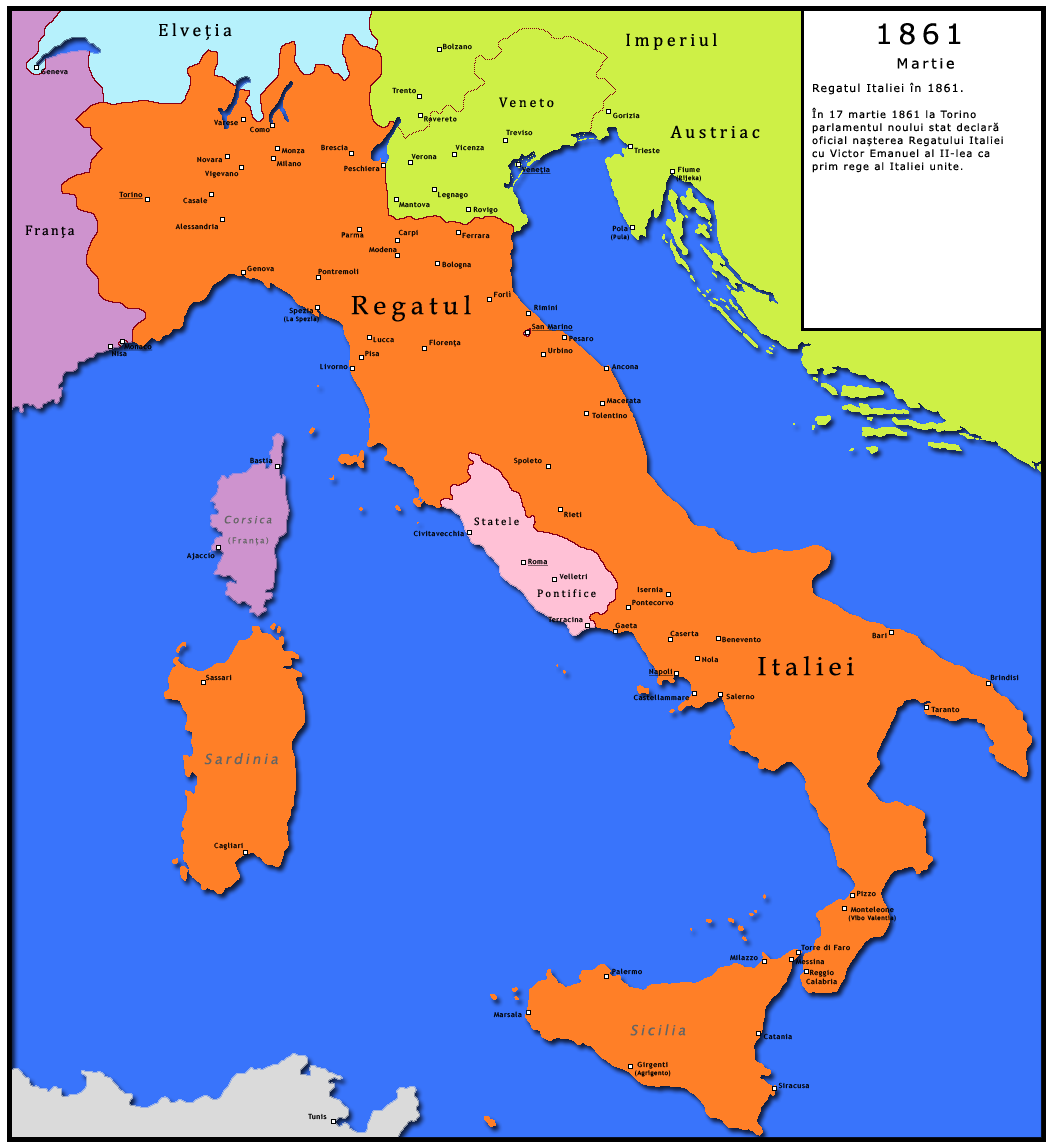
Regatul Italiei vine declarat (1861).
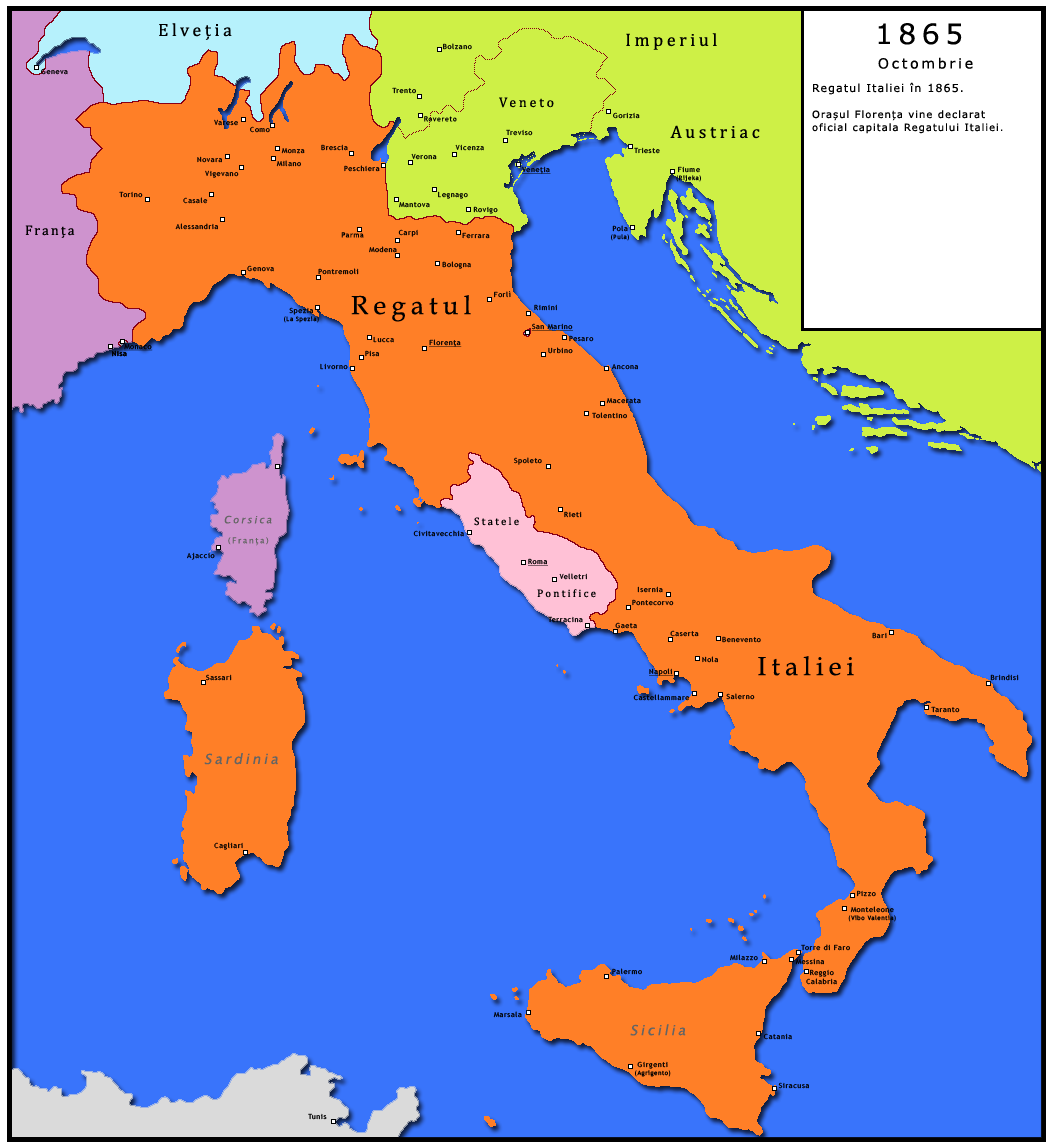
Italia în 1865. Florența devine capitala.
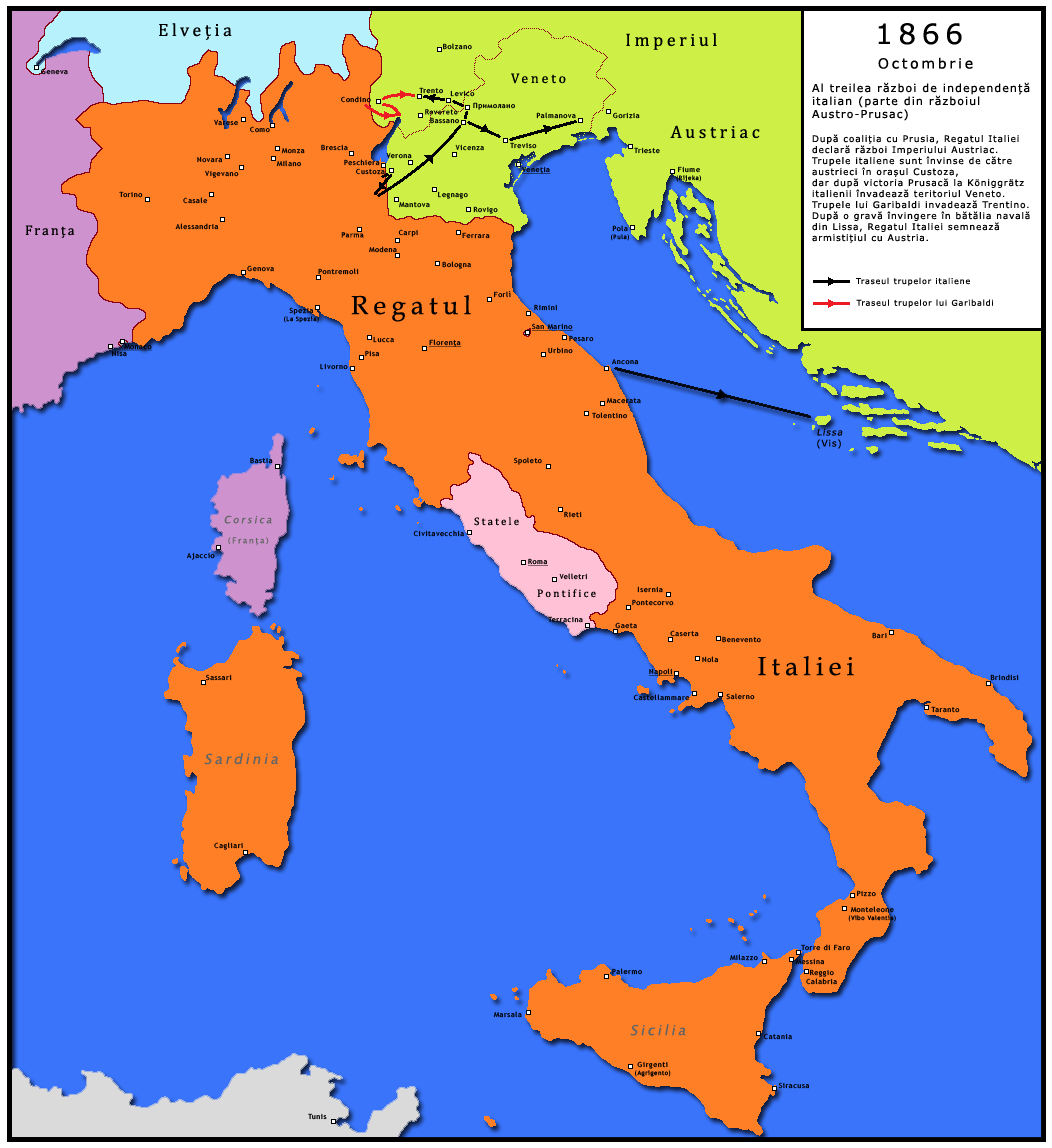
Al treilea război de independență italiană (1866).
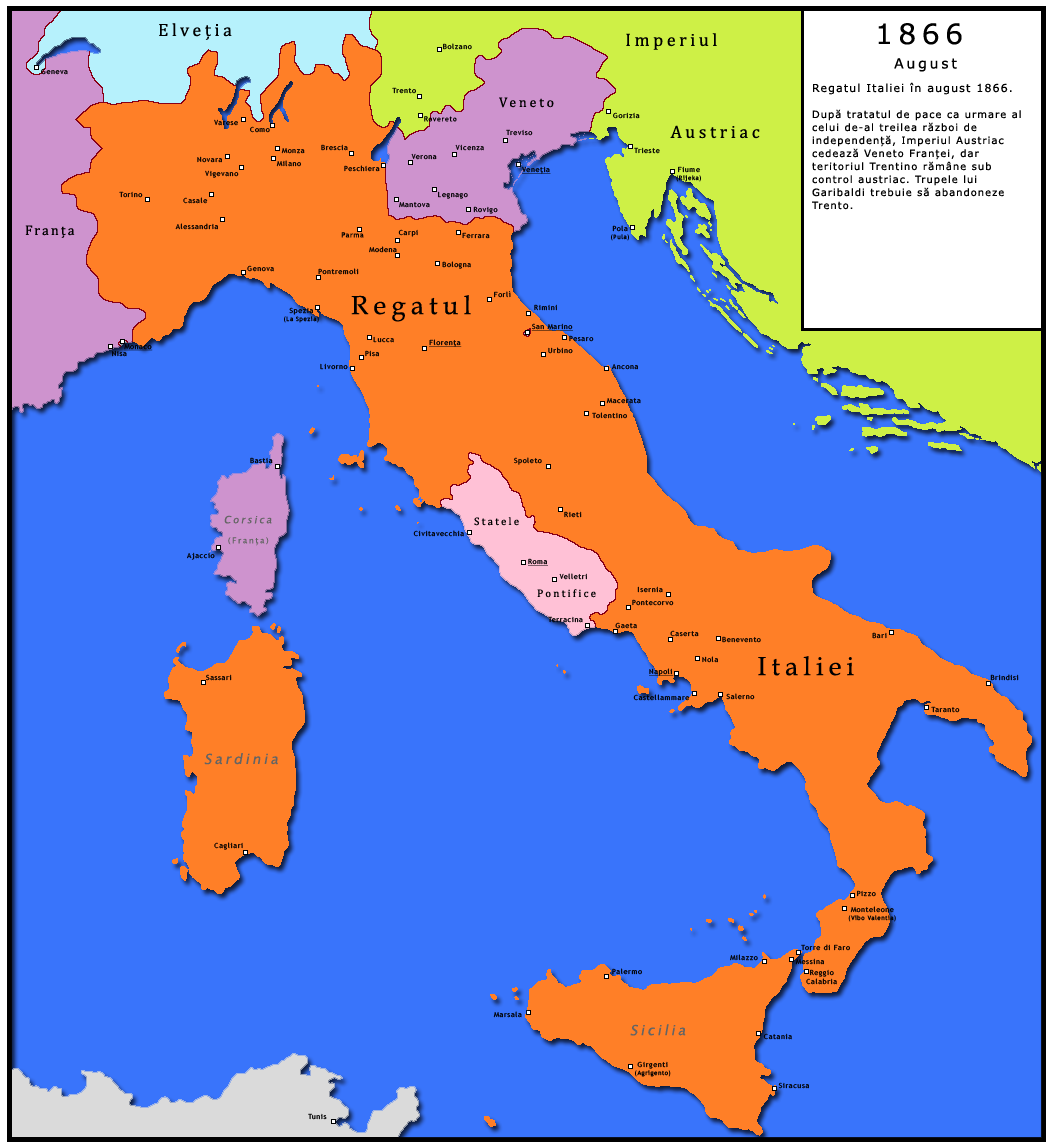
Austria cedează Veneto Franței (1866).
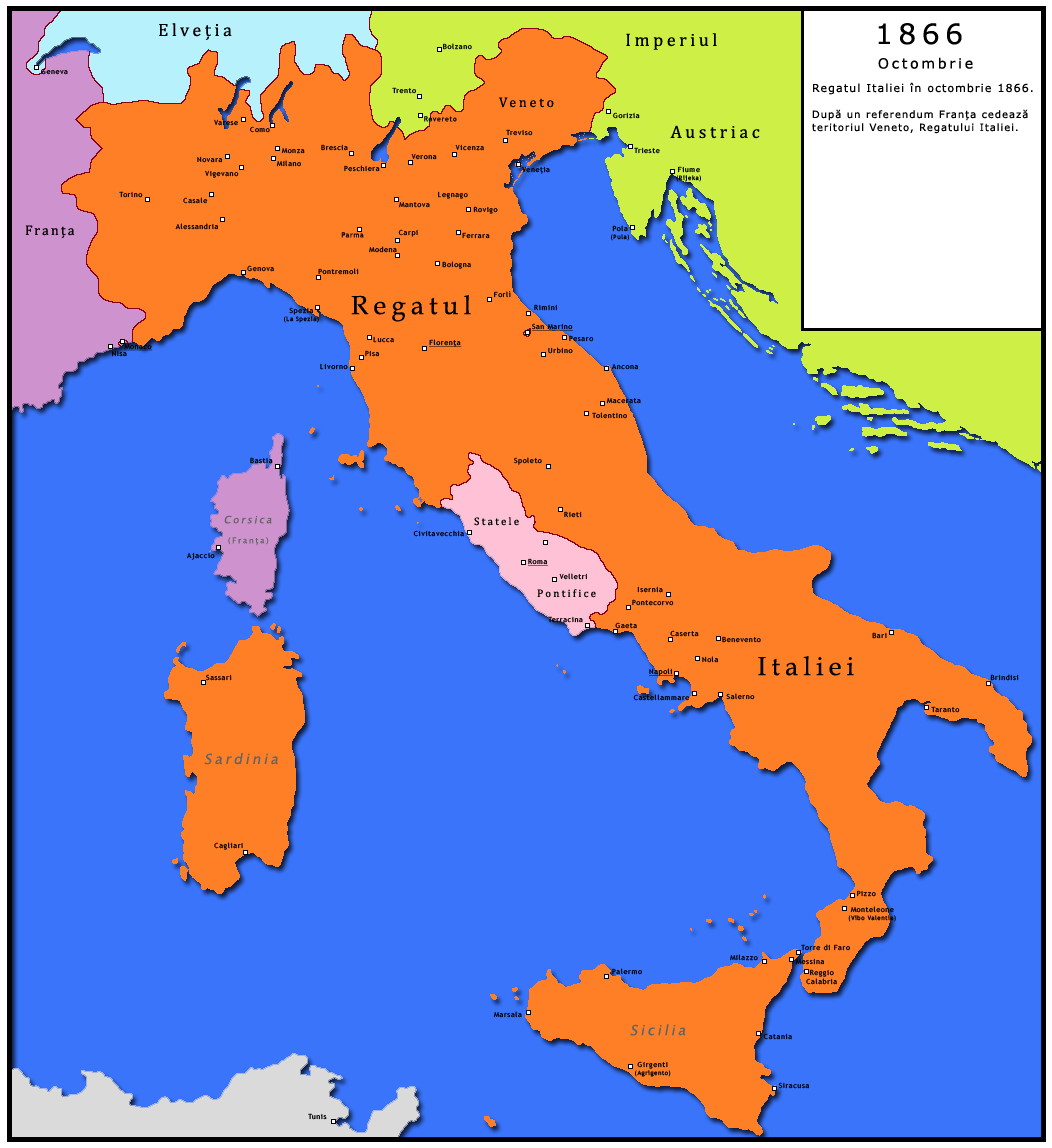
Franța cedează Veneto Italiei (1866).
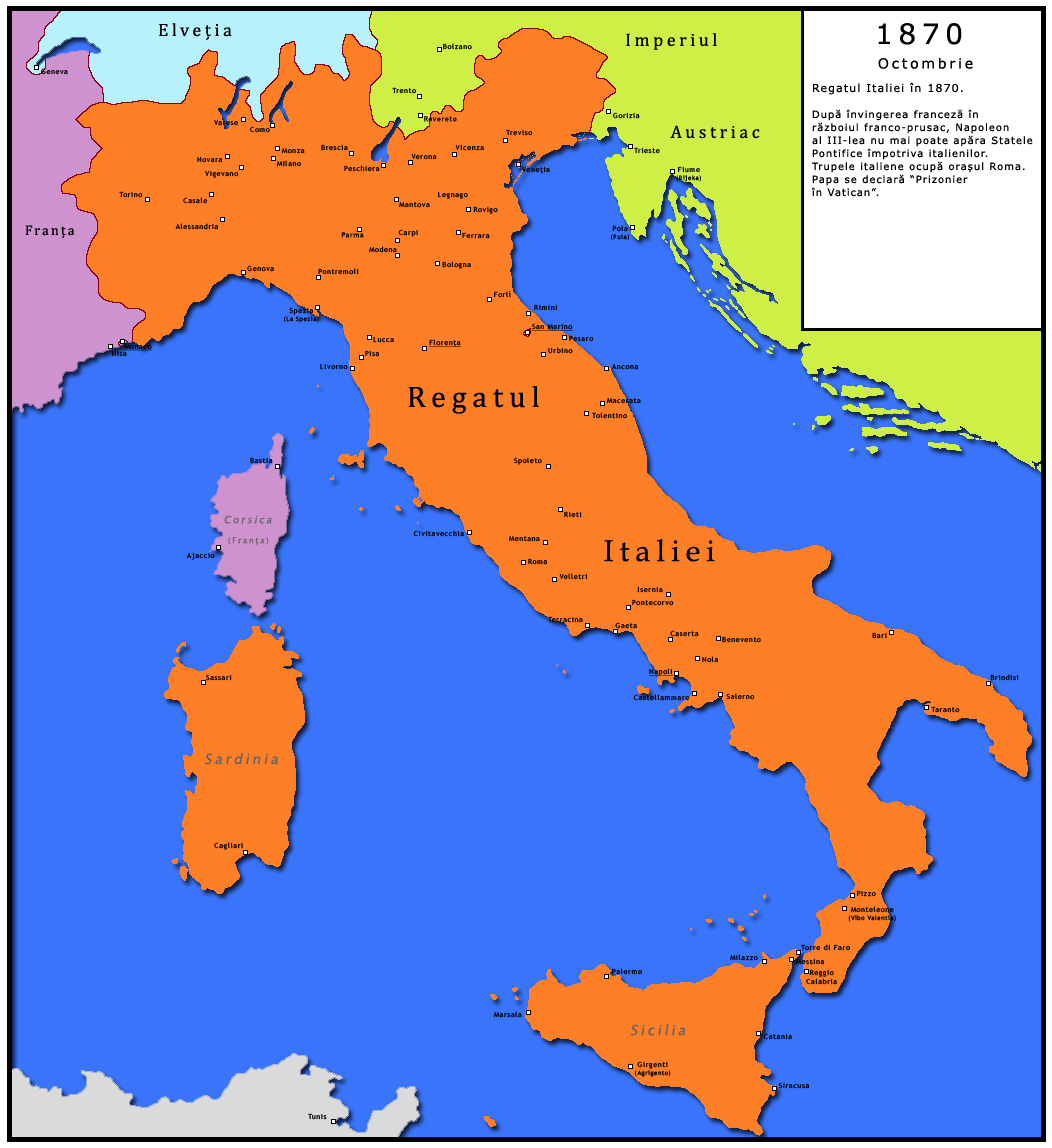
Italia în 1870.
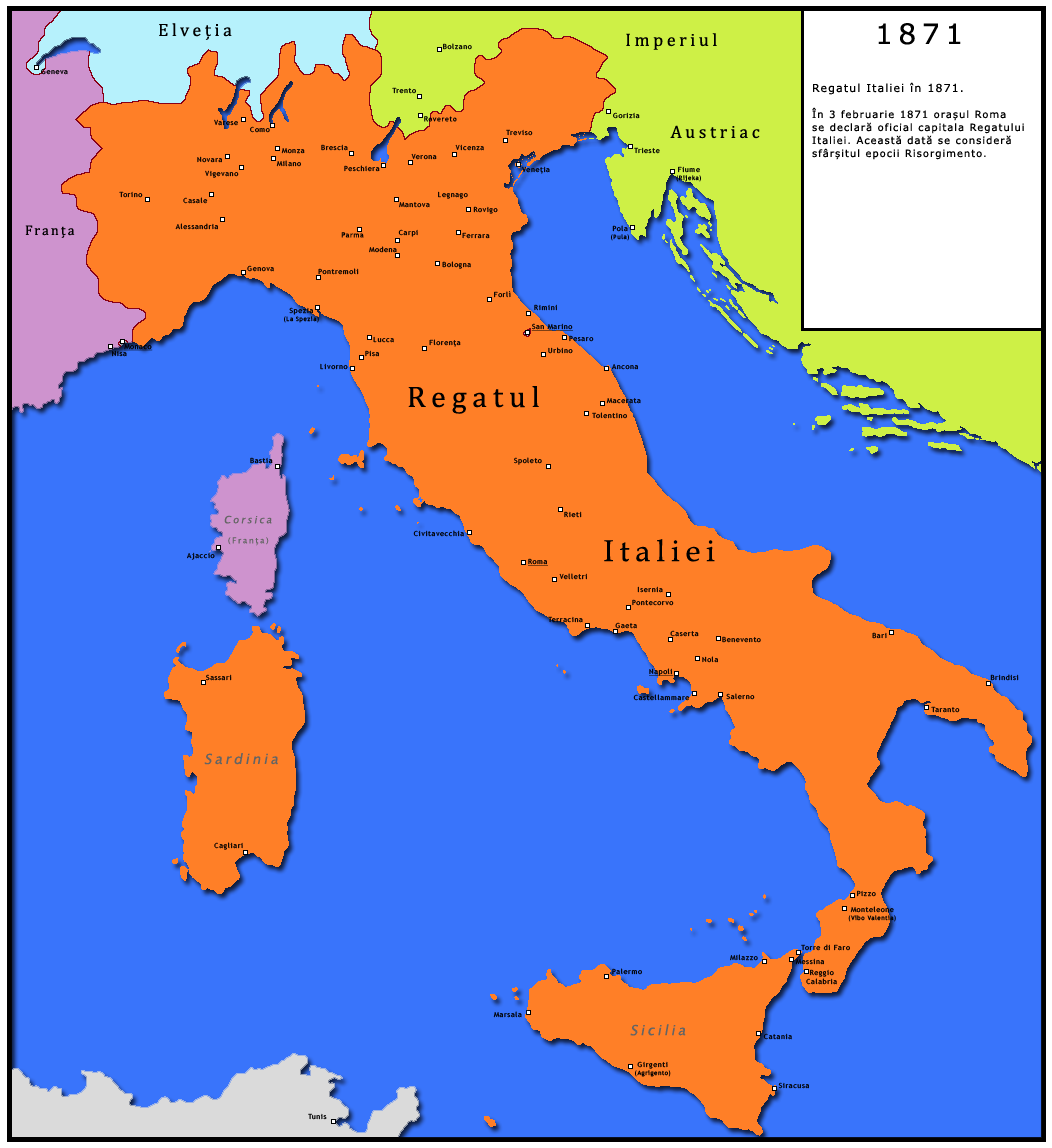
Roma devine capitala (1871). Sfârșitul lui Risorgimento.